# 武蔵 (戦艦)
座標: 北緯13度7分0秒 東経122度32分0秒 / 北緯13.11667度 東経122.53333度

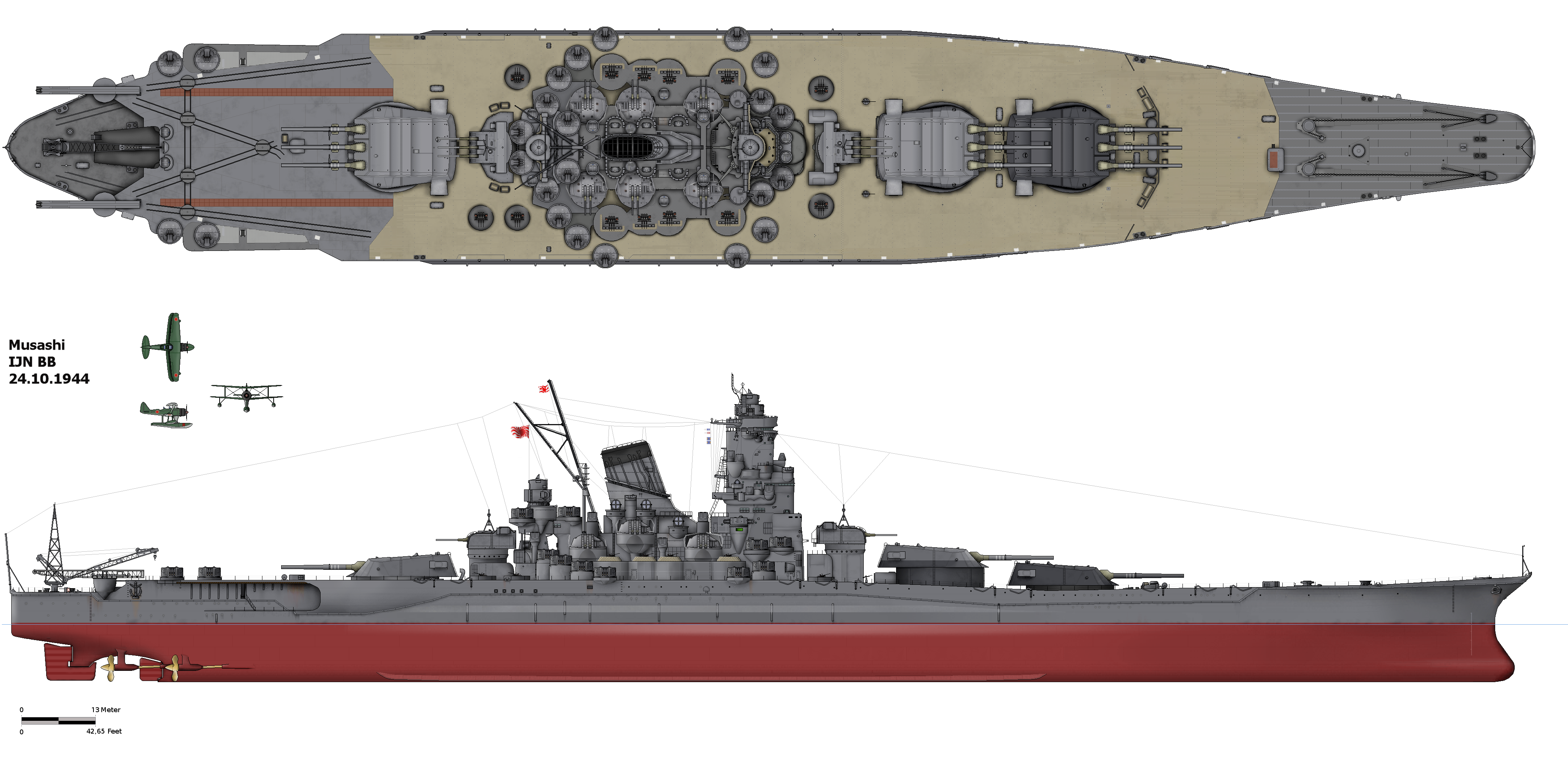
戦艦武藏（1944年レイテ沖海戦時）

武蔵（むさし、旧字体：武藏）は、大日本帝国海軍の大和型戦艦の2番艦。艦名は武蔵国から因んで命名された。この名を持つ大日本帝国海軍の艦船としては3隻目にあたる。大日本帝国海軍が建造した最後の戦艦である。

## 沿革・艦歴
1934年（昭和9年）12月、大日本帝国（以下日本）は第二次ロンドン海軍軍縮条約の予備交渉が不調に終わったことを受けてワシントン海軍軍縮条約から脱退し、列強各国が軍艦の建造を自粛していた海軍休日は終わった。1936年（昭和11年）12月26日、上田宗重海軍艦政本部長が三菱重工業最高幹部を招き、③計画における巨大新型戦艦建造について事前準備を依頼した。1937年（昭和12年）開催の第七〇回帝国議会で予算が承認され、3月29日に計画名「A140-F6」から第一号艦、第二号艦と仮称された（予算詳細は大和を参照）。9月8日、海軍艦政本部から三菱重工業に「A140-F6」が正式発注される。予算見積折衝を経て、1938年（昭和13年）3月29日、第二号艦（武蔵）の建造が始まった。三菱重工業長崎造船所建造の戦艦としては、金剛型戦艦の霧島、伊勢型戦艦の日向、加賀型戦艦の土佐、天城型巡洋戦艦の高雄（八八艦隊未完成艦）に続いて5隻目となるが、土佐や高雄の4万トンから大和型6万5千トンへの飛躍には、船台拡張を含めた技術者の研究と努力が必要だった。
武蔵は設計段階から司令部施設の充実がはかられ、大和で弱点と指摘された副砲塔周辺の防御力も強化された。武蔵の艤装員だった千早正隆によれば最上型重巡洋艦から転用された副砲の装甲の薄さは特に懸念され、有馬馨艤装員長（初代艦長）と共に副砲の撤去を訴えている。艦政本部の清水技術中将が山本五十六連合艦隊司令長官に副砲の防御力問題について相談すると、山本は「副砲を撤去して蓋をすれば良い」と述べた。これについて牧野茂（大和型戦艦設計陣）は山本と清水の会談は知っていたが内容についてまでは知らず「検討に値する提案なのに惜しい事をした」と千早に語っている。また司令部施設の充実について、千早は「暴論、定見を欠いた」と評している。1942年（昭和17年）1月、連合艦隊司令部から拡張要求があった時点で武蔵は大和と同じ内部構造だったが、内装の変更に駆逐艦1隻分の工事費増加、3ヶ月の竣工遅延が生じた。宇垣纏連合艦隊参謀長も「大和に比して、当司令部の意見に従ひ改善せられたる点、相当多し」と記している。
姉妹艦の大和や「110号艦（信濃）」同様本艦の建造は極秘とされ、艤装員（建造中の艦乗組員）は長崎造船所を秘匿した「有馬事務所」に勤務するよう命じられた。機密に対する警戒は厳重で、有馬馨艤装員長ですら、腕章を忘れると検問を通過できなかった。外部に対しては、さまざまな方法で武蔵を隠す手段がとられた。船台の周囲には漁具（魚網等）に使う棕櫚（しゅろ）を用いた、すだれ状の目隠しが全面に張り巡らされた。全国から膨大な量の棕櫚を極秘に買い占めたために市場での著しい欠乏と価格の高騰を招き、漁業業者が抗議。警察が悪質な買い占め事件として捜査を行ったとされる。また、棕櫚の目隠しが船台に張り巡らされると、付近の住民らは「ただならぬことが造船所で起きている」と噂し、建造中の船体を指して「オバケ」「魔物」と呼んでいたという。
また、対岸にはアメリカ・イギリスの領事館があったため、目隠しのための遮蔽用倉庫（長崎市営常盤町倉庫）を建造するなど、建造中の艦の様子が窺い知れないような対策を施した。長崎住民に対する監視も厳しく行われ、造船所を見つめていると即座に叱責を受けて体罰を受けたり、逮捕されることもあった。造船所を見渡す高台にあったグラバー邸や香港上海銀行長崎支店を三菱重工業が買い取るということも行われた。
また、機密保持のため、海軍機は1940年3月頃から、陸軍機は1940年4月から長崎市上空の飛行を禁止された。
一番艦の大和よりも遅れて起工された武蔵には、大和建造中に判明した不具合を改善して反映させることができた。これらの改善の中には、第一艦橋左右の大型スポンソンなど、のちに大和のほうに追加されたものもある。しかし一方で、ドック内で建造された大和と異なり、船台上で建造された武蔵は、「船台から海面に下ろし進水させる」という余分な工程を抱えていた。重量軽減のため、舷側や主要防御区画の装甲を進水後に取り付けたほどである。更に工事の途中で太平洋戦争（大東亜戦争）が始まった為、完成予定を1942年（昭和17年）12月から同年6月に繰り上げる命令が下された。これらの経緯は吉村昭の『戦艦武蔵』および牧野茂／古賀繁一監修『戦艦武蔵建造記録』（アテネ書房）に詳しい。
厳重な機密保持に加えて、新人製図工による図面紛失事件や、熟練工でも困難な進水台の作成など、建造には常に障害が相次いだ。進水時には船体が外部に露見してしまうため、当日（1940年（昭和15年）11月1日）を「防空演習」として付近住民の外出を禁じ、付近一帯に憲兵・警察署員ら600名、佐世保鎮守府海兵団隊員1200名などを配置した。このような厳重な警戒態勢の中で、伏見宮博恭王元帥（昭和天皇名代）、及川古志郎海相、豊田副武艦政本部長らが列席のもと、進水式は挙行された。皇族の伏見宮博恭王でさえ、平服で式場に入り、その後軍服に着替えるという徹底ぶりであった。
進水時に進水台を潤滑にする、獣脂の調製・製造にも多大な労力が必要だった。錨鎖をあらかじめ減速用の重りとして付け、長崎造船所第二船台から狭い長崎港内に滑り込んだ武蔵の船体は、制動までに44m余計にかかったが、予定どおり艦尾をやや左に振って停止した。無事に進水し、関係者は涙が止まらなかったという。進水時、周辺の海岸に予想外の高波が発生した。周辺河川では水位が一気に30センチ上昇したところもあり、船台対岸の浪の平地区の民家では床上浸水を生じ、畳を汚損したとの被害報告も確認されている。進水式は映像として記録されたが、終戦時に焼却された。同日附をもって正式に『武蔵』と命名。なお軍務局の寺崎隆治(海兵50期)や、及川大臣の秘書官として進水式に参加した福地誠夫によれば、武蔵の存在を排水量4万トン程度の戦艦として世界に公表する予定であったが、豊田艦政本部長の反対により急遽中止された。
進水後は日本郵船の大型貨客船春日丸（後に空母大鷹に改造）に隠されながら移動し、向島艤装岸壁で工事が進められた。艦中央部右舷に設置された司令部施設に関しては、大和を建造中の呉工廠が内装への自信を持てず、豪華客船建造の実績がある長崎三菱造船所に依頼して、武蔵と全く同じ調度品を揃えて大和に搭載した。それでも武蔵の方が調度品が良かったという証言がある。真珠湾攻撃により太平洋戦争が勃発すると、長崎の住民も武蔵のことを公然と話題に出すようになっていった。また武蔵進水後も第一船台は簾で隠されており、市民は「武蔵がもう1隻いる」と噂していた。造船所で発生した夜間火災で簾ごしに巨大艦の姿が浮かびあがり人々を驚かせたが、これは第二船台で建造中の空母隼鷹（橿原丸）であった。また、当時の武蔵の甲板上を甲板士官が自転車で移動していたという逸話が残っている。
スクリューの取り付け等の艤装は、佐世保工廠に本艦の為に整備された第7ドックで実施された。その後、三菱重工業長崎造船所に回航、艤装が続けられるも、副砲塔のバーベット構造の防御力強化のため4基とも取り外しの上で呉海軍工廠に回航（副砲塔は別途運送船で回航）され、呉工廠で完工する。

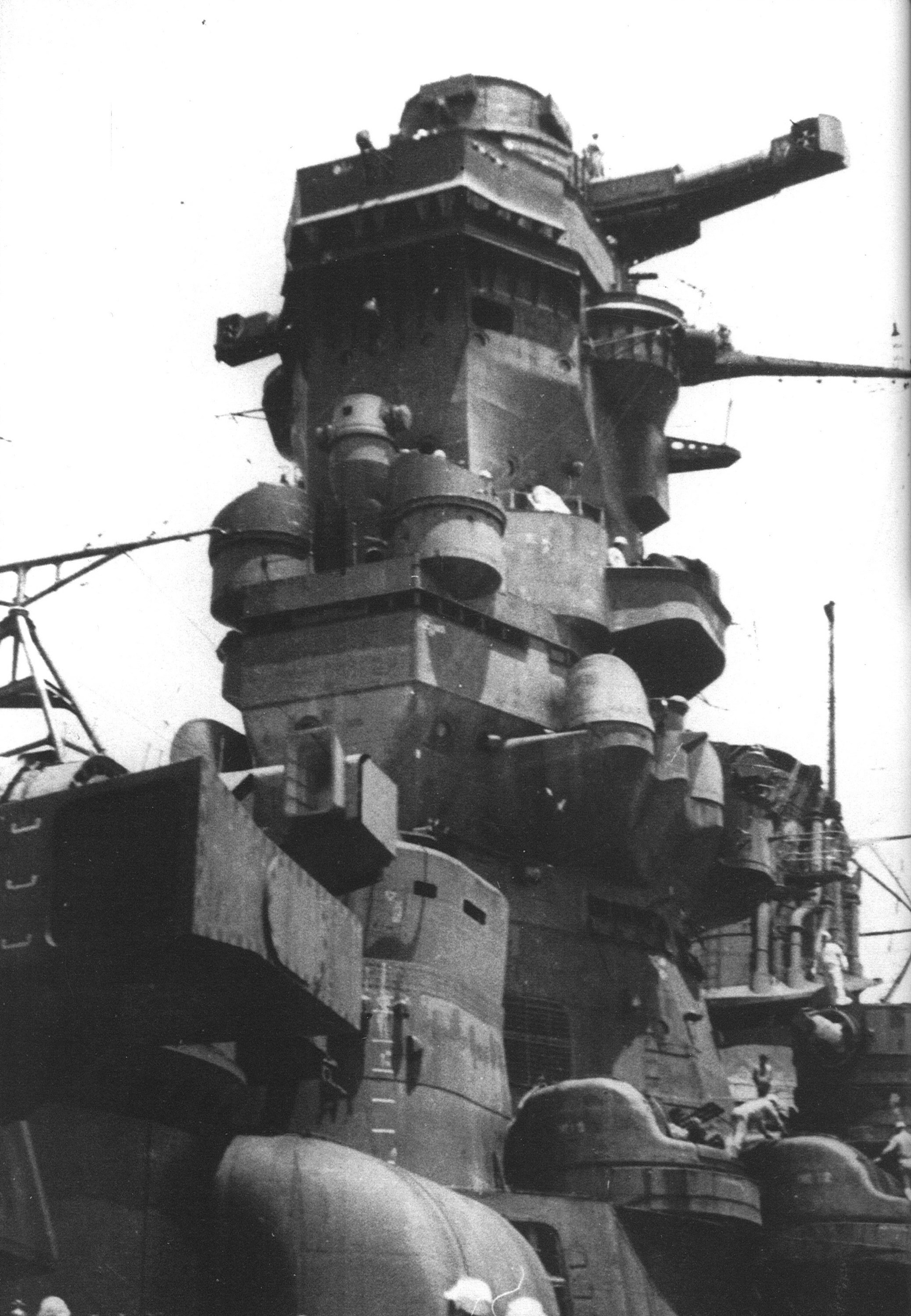
完成直後の武蔵をとらえたもので、昭和17年（1942年）6〜7月に行われた公試運転の期間中に撮影されたとされる。

艦内には「武蔵神社」があり、御神体は武蔵国氷川神社から分霊したものだった。位置は上甲板右舷、長官室・艦長室前の通路上である。竣工式に氷川神社の神主が招かれており、また伊勢神宮、長崎諏訪神社の系列社もあったとされる。

### 連合艦隊旗艦期
1942年8月5日に「武蔵」は第一艦隊第一戦隊に編入された。「武蔵」は1943年1月18日に呉を出発してトラックへ向かい、1月22日に到着。2月11日に「大和」に代わって「武蔵」が連合艦隊旗艦になった。
武蔵は連合艦隊旗艦になった最後の戦艦であり、太平洋戦争期間中に一番長く連合艦隊旗艦を務めた艦でもある。
しかし、トラック諸島泊地からは動くことは無く旗艦となっても戦いの最前線に立たなかったことから、当時の将兵達が大和を「大和ホテル」と揶揄していたように、武蔵も「武蔵御殿」「武蔵旅館」と陰口を叩かれるようになっていた。4月18日、聯合艦隊司令長官山本五十六が戦死、宇垣纏参謀長も重傷を負う（海軍甲事件）。後任の連合艦隊司令長官には古賀峯一大将が任命され、古賀長官はトラック泊地に移動して武蔵に将旗を掲げた。

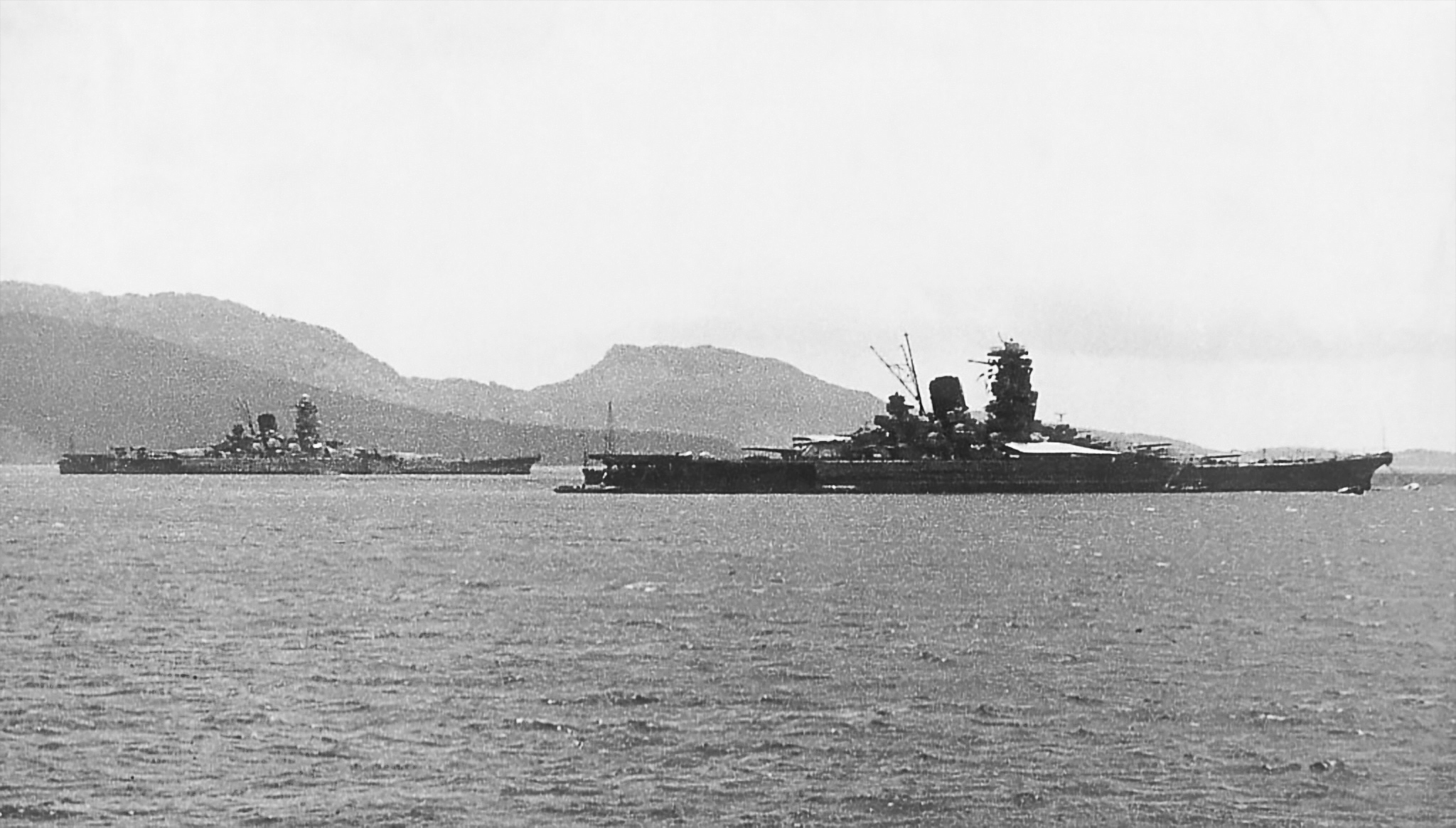
トラック島に停泊する2隻の大和型戦艦。

5月12日、連合軍はアッツ島に上陸を開始する（アッツ島の戦い）。連合艦隊の主力艦艇は東京湾に集結することになり、これを機会に昭和天皇の武蔵行幸の予定が組まれる。5月17日、武蔵と同行艦艇はトラック泊地を出発する。22日、武蔵は山本元帥の遺骨と共に東京湾に到着した。

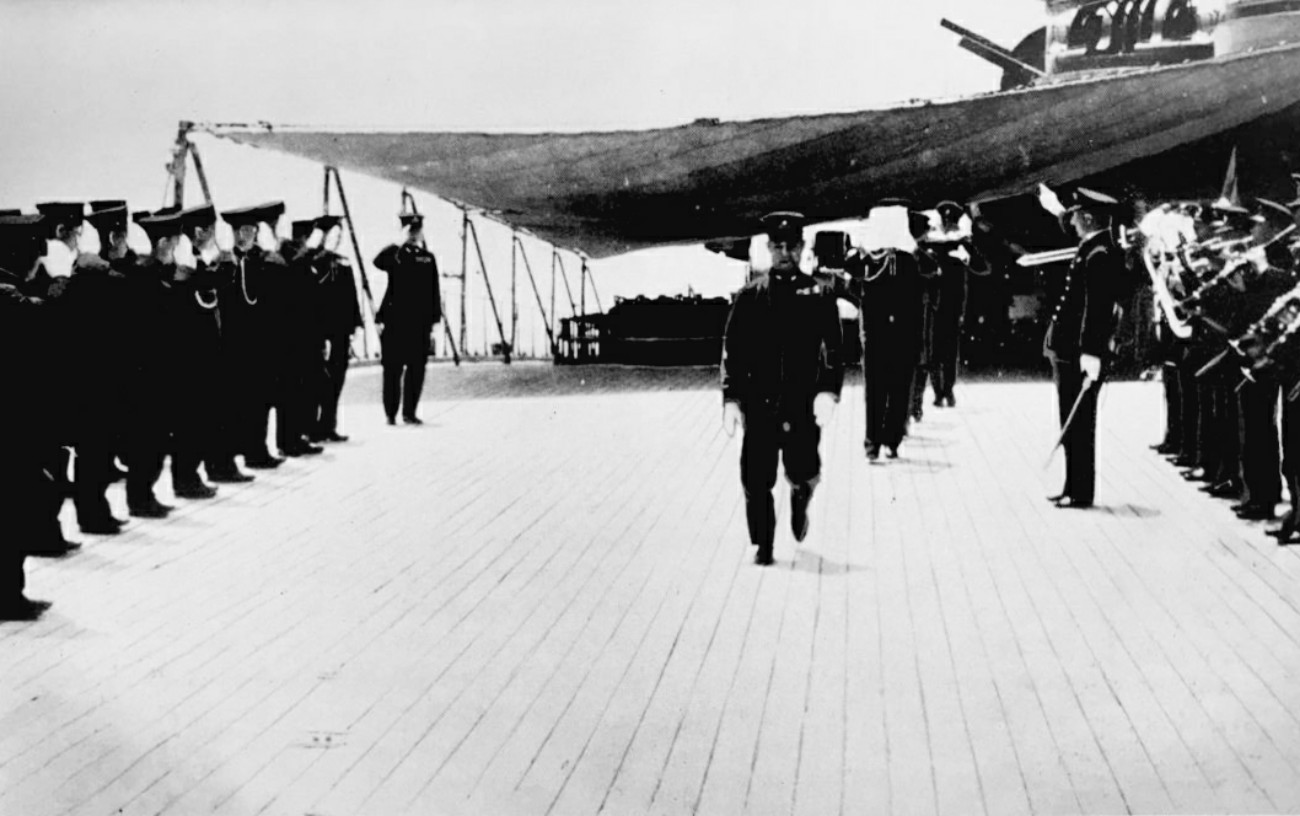
1943年5月23日、戦死した山本五十六長官の遺骨を内地へ届けた武蔵

翌日、元帥の遺骨は東京駅に到着した。6月24日、昭和天皇が「武蔵」に行幸し、艦内を見学した。
7月31日に武蔵は日本を発ち、8月5日に再びトラックへと到着し、訓練が続けられた。翌年の1944年（昭和19年）2月10日にトラック泊地を発ち、15日に横須賀に帰還。海軍はトラックが落ちたことから、西カロリン諸島のパラオに根拠地を移すため、24日には武蔵は3陸軍上陸部隊と5000tもの大量の物資を積んで横須賀を出て、29日に到着した。そして3月29日、パラオに迫るアメリカ軍に対し、聯合艦隊司令部を陸上に移す為、環礁を出てダバオへ移動中、米潜水艦タニーの雷撃により魚雷1本を艦首部に受け、小破。2600t余りの浸水を許し戦死者7名、負傷者11名を出した。
二日後の31日、古賀長官の事故による行方不明（海軍乙事件）に伴い、旗艦の任を解かれ、日本に帰還することになった。

### マリアナ沖海戦
1944年4月に帰国した武蔵は修理を兼ねて改造作業が行われ、あ号作戦に向けて航空機に対抗する為に左右両舷副砲を撤去し、そこに高角砲用砲台が設けられたが、レイテ沖海戦までに高角砲増設工事が間に合わず、25mm三連装機銃を計6機増設している。このため、大和とは兵装が異なり、対空能力を向上させる改造が加えられたが、日本海軍の主たる対空砲である12.7cm砲の増設は適わなかった。新造時より対空攻撃能力が増したものの、秋月型駆逐艦の長10cm砲どころか、12.7cm砲すら増設できない程に日本の国内事情も逼迫しており、25mm機銃の増産によってそれをカバーする対策となった。
4月22日に改造を終え、5月10日にテスト運行を終わった後16日に、武蔵はタウイタウイ泊地に着き、約1カ月の訓練の後、6月10日に泊地を発ち、パチャン島泊地に待機し、ビアク島に上陸するアメリカ軍を攻撃する渾作戦に向けて動こうとしていたが、13日にアメリカ軍がマリアナ諸島を侵攻目標に選んだ為に作戦が中止され、武蔵は他の艦艇と共に16日、大和と共に戦列に加わり、マリアナ沖海戦に参加した。
大和、武蔵を主軸とした戦艦部隊が機動部隊前方に配置され、後方の小沢機動部隊の空母艦隊の盾となるべき効果を期待されたものの、米攻撃部隊は戦艦部隊をやり過ごす形で後方の空母部隊を攻撃、大鳳、翔鶴、飛鷹といった主力空母3隻を失い、機動部隊もVT信管や、新式レーダーによるアメリカ軍の攻撃による返り討ちに遭い、実質的に日本機動部隊はここに壊滅、戦艦部隊は当初の目的たる機動部隊の盾になる目論見が崩れ、全く被害を受けることすら無かった。
大和、金剛、榛名や一等巡洋艦類と艦列を組んでいた武蔵は空母部隊に向かうアメリカ軍機に対し、対空46cm砲を放ったものの撃墜及び撃破数は20数機ほどに留まった。

## レイテ沖海戦

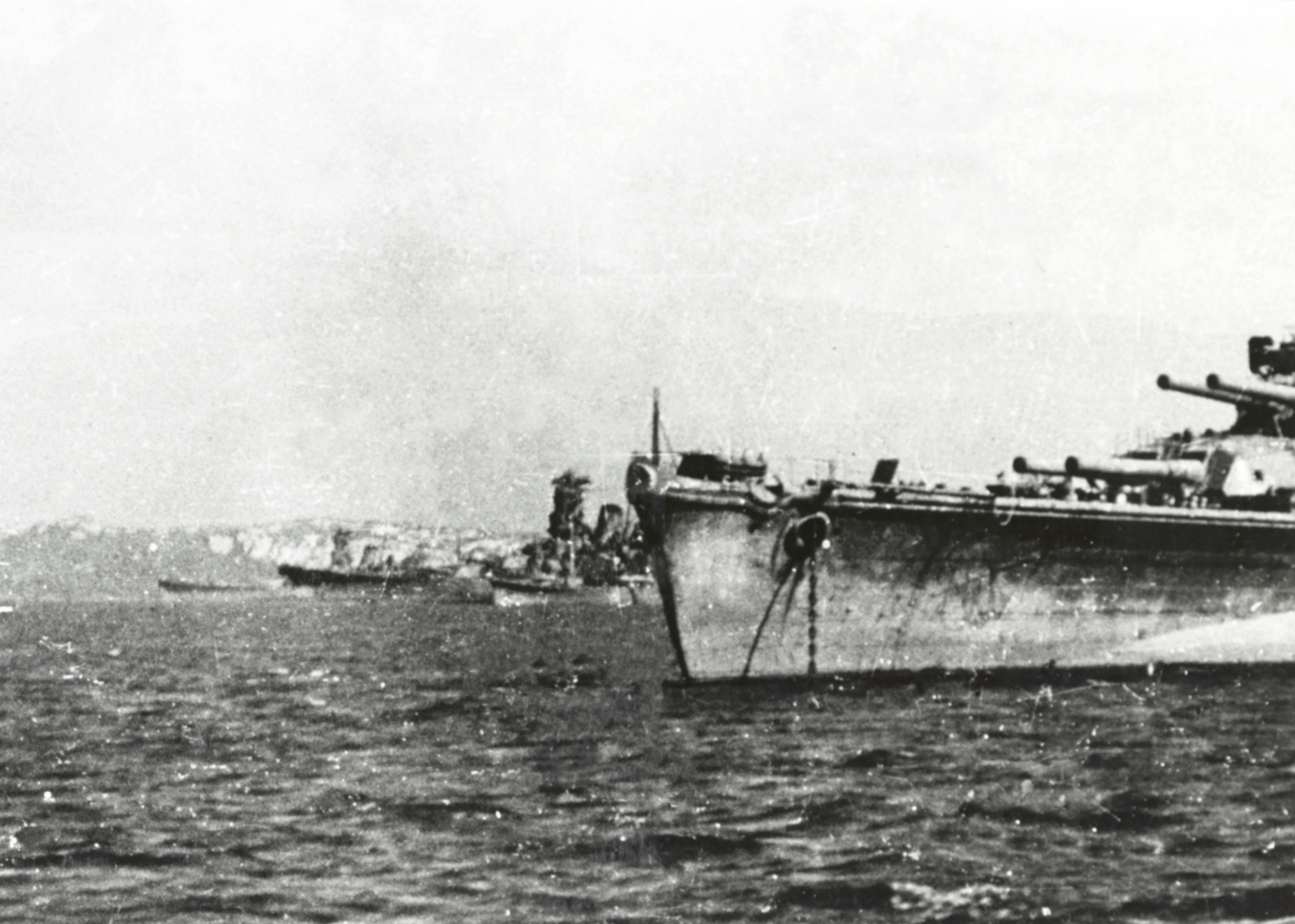
レイテ沖海戦直前、10月21日にブルネイ泊地に集合した日本戦艦群。手前が戦艦長門、そして右から重巡洋艦最上を挟んで、戦艦武蔵、大和だとされる

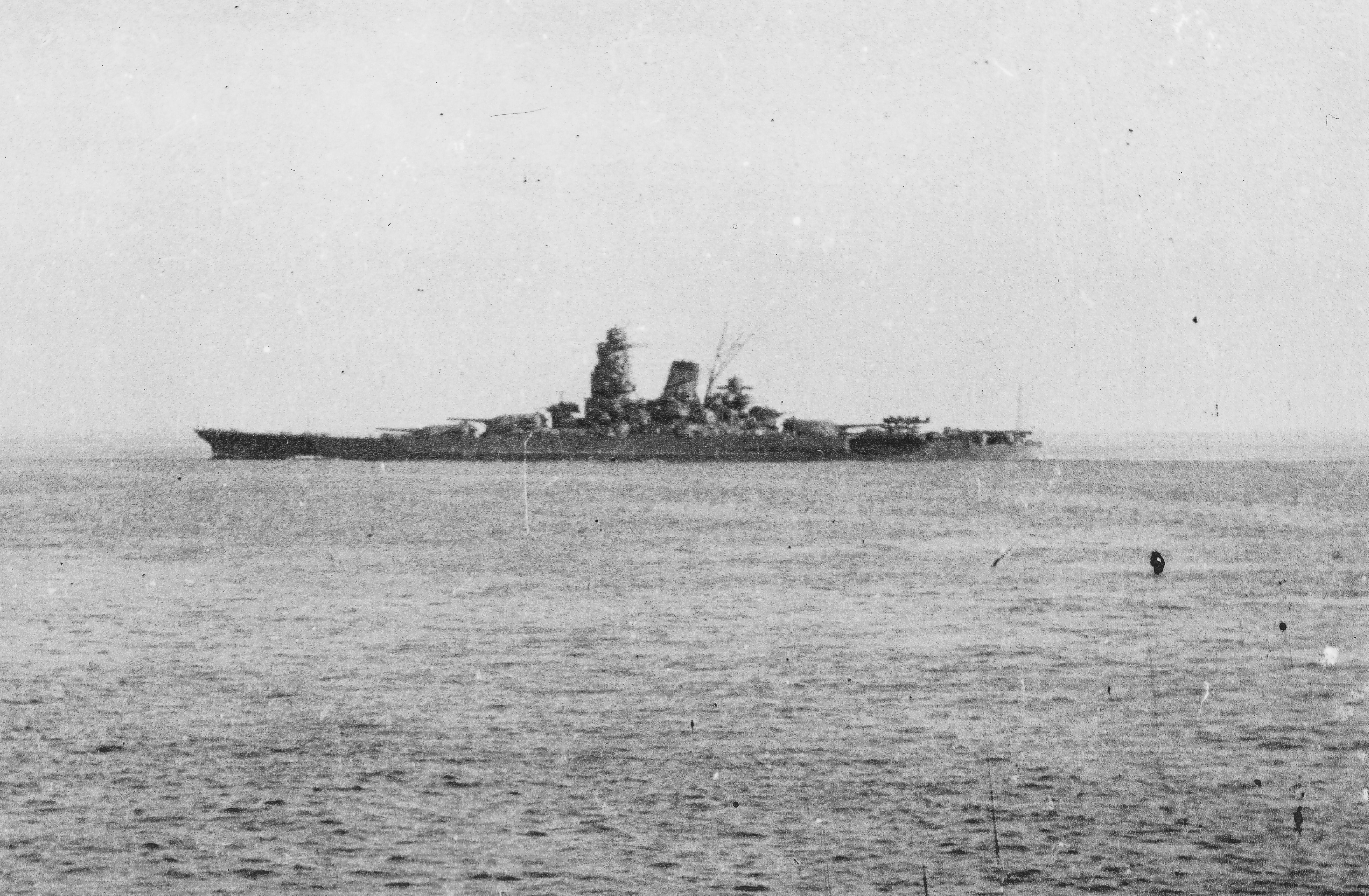
ブルネイを出航する武蔵 （昭和19年10月22日）

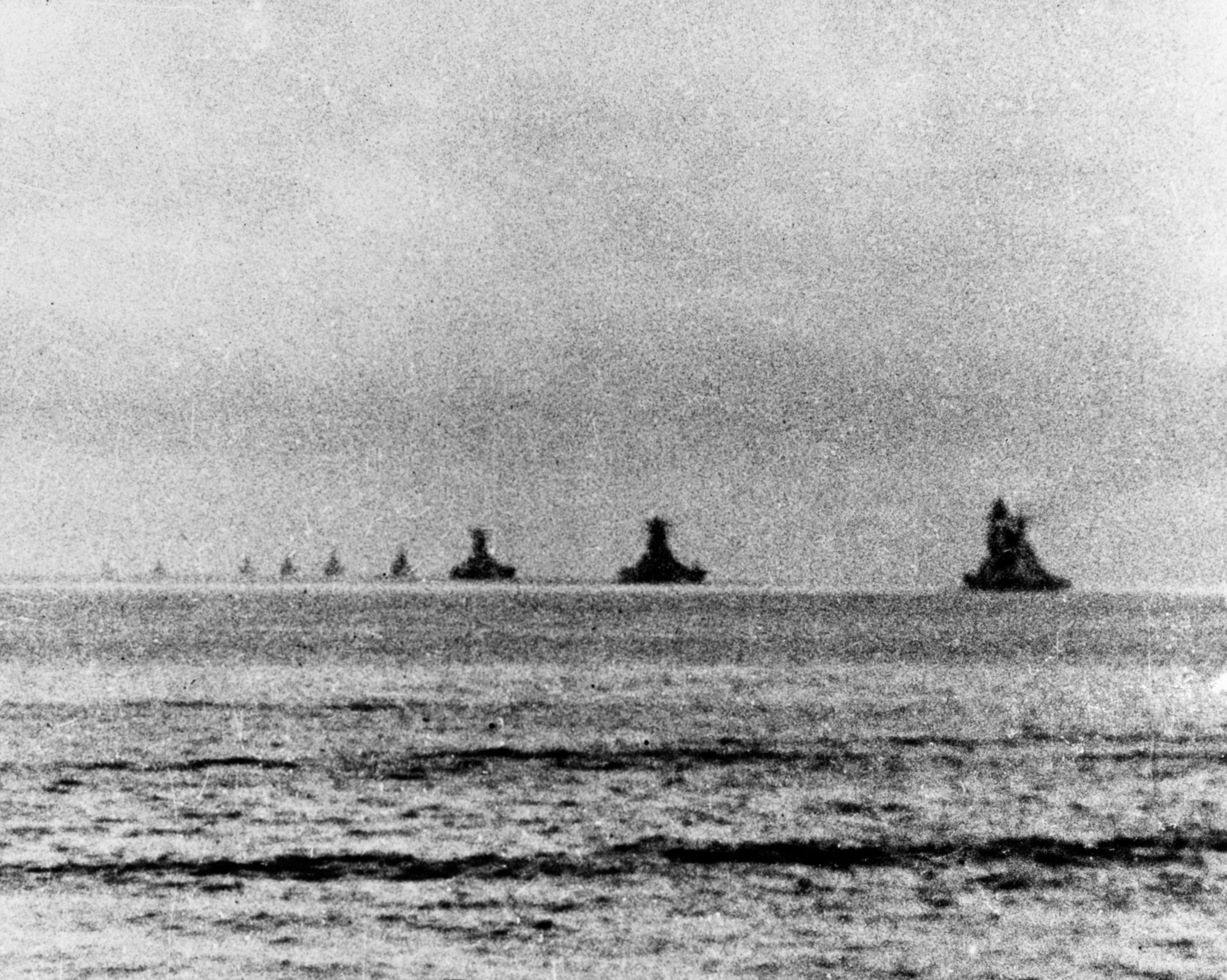
10月22日、ブルネイを出撃する栗田艦隊。右の長門の前方が武蔵で、そこから奥に向かって大和、榛名、金剛と、高雄型重巡洋艦4隻。

この海戦で武蔵は栗田健男中将指揮の日本軍第一遊撃部隊・通称「栗田艦隊」に所属し、第一戦隊(司令官、宇垣纏中将)の一艦として大和、長門と行動を共にした。この時、長門の水上偵察機2号機が武蔵に移され、長門の整備兵7名も共に移乗している。対空噴進砲（対空ロケット砲）を探照灯の部分に片舷1基ずつ積んでいたという証言もあるが、実証する史料は発見されていない。証言によれば、レイテ沖開戦前に試射が行われたものの実戦では噴進砲への兵員の配置は行われず一度も使用しなかったとされる。
リンガ泊地では、米袋に砂を入れて土嚢とした物を機銃台のまわりに積み上げるなどの出撃準備を行った。9月25日、池田貞枝中佐から仮谷実中佐へ航海長(実際に軍艦を操舵する役職)交替。10月1日、乗員にシンガポールへの休暇が許され、シンガポールへの移動には長門が使用された。10月18日リンガ泊地を出撃し、10月20日にブルネイに入泊した。
この時、武蔵だけは塗装を塗り直し他の艦より明るい銀鼠色となった。下士官兵の中には「艦長四代副長二代の死（四ニ）装束」として縁起をかつぐ者もおり、「武蔵は囮艦なのだ」と不安になる兵もいた。他艦からも縁起が悪いとみなされていたようである。この塗装が艦隊の命令なのか、可燃物である塗料を始末しようとする武蔵首脳の独自の判断なのかは不明。能村次郎（レイテ沖海戦時、戦艦大和副長兼砲術長）は猪口艦長から「大和も一緒に外舷を塗りなおそう」と誘われ、作戦が終わってから塗りなおすと断っている。
10月22日、武蔵はブルネイを出撃した。10月23日、栗田艦隊はパラワン水道を通過中に米潜水艦ダーターとデイスの攻撃に遭い、重巡洋艦愛宕、摩耶が沈没、高雄が大破した。武蔵は駆逐艦秋霜が救助した摩耶の乗組員769名を収容する。以前から第二艦隊司令部は、旗艦設備の整った大和型戦艦（特に武蔵）に旗艦を移すよう連合艦隊司令部・軍令部に申請していたが、思いもよらぬ形で実現することになった。だが司令部通信兵が各艦に分散したため、栗田艦隊の通信能力は後の戦闘で混乱した。

### アメリカ軍戦力
レイテ沖海戦におけるシブヤン海海戦において、ウィリアム・ハルゼー大将、マーク・ミッチャー中将率いる第38任務部隊は4つの空母群を持っていた。第1空母群は補給のため後方におり、第3群が最も北側、第2群がサンベルナルジノ海峡東90km、第4群がサマール島南端に配置されていた。武蔵をはじめ栗田艦隊を襲撃したのは、第2群、第3群、第4群であった。

### 軍艦武蔵戦闘詳報
| 9:30         | 大和、武蔵の見張員がアメリカ陸軍B-24爆撃機（偵察機）を発見。 |
| 10:00頃      | 大和、能代のレーダーが100キロの彼方に敵機の大編隊を発見。 |
| 10:25        | アメリカ軍機約40機を見張員が発見。しかし乱積雲の中に見失う。 |
| 10:25～10:27 | 第一次空襲（44機。うち武蔵への来襲機数17機）。見失ったアメリカ軍編隊が右舷の雲間より急襲。被弾1、被雷1、至近弾4。一番主砲塔天蓋に命中するも、砲塔への被害無し。至近弾により艦首水線下に僅かに漏水。被雷の衝撃により前部主砲射撃方位盤故障。浸水により右舷に5.5度傾斜するも注排水により傾斜角右1度まで回復。主砲発射せず、副砲48発を発砲。 |
| 11:38～11:45 | 第二次空襲（来襲機数16機）。被弾2、被雷3、至近弾5。被雷の浸水により今度は左舷に5度傾斜するも排水により傾斜角左1度まで回復。艦首が戦闘開始前に比べ約2m沈下。甲板を貫通した250kg爆弾が第十兵員室で炸裂、第2機械室の主蒸気管を破損し室内が水蒸気で充満。火焔の侵入と重なり第2機械室は使用不能に陥る。これにより3軸運転、最大速力22ktに低下。主砲発射9発、副砲17発。                                                                                          |
| 12:17        | 第三次空襲（来襲機数13機）。被弾0、被雷1、至近弾3。被雷により測程儀室・測深儀室破壊。前部戦時治療室がガス充満の為使用不能。主砲発射13発、副砲43発。戦闘後、司令部より「コロンへ向かえ」との命令が下る。 |
| 12:23        | 第四次空襲（来襲機数20機）。12時53分、被弾4、被雷4。主砲発射15発、副砲37発。再び右舷に大きく傾斜するも排水により傾斜角右1度まで回復。艦首、更に3m沈下したためトリム修正の為の注水を行う。最大速力16ノット。艦隊輪型陣から落伍。司令部から「付近の港に退避するか浅瀬に乗り上げ適当なる応急対策を講ぜよ」と下命。「武蔵の北方に在りて警戒に任ぜよ」との命令に従い、栗田艦隊第二部隊の駆逐艦清霜、浜風、重巡洋艦利根が護衛に付く。                           |
| 13:15        | 第五次空襲（来襲機数0機）。艦隊輪型陣から離脱していたため攻撃を受けなかった。アメリカ軍機は大和、長門に攻撃を集中した。なお武蔵は大和への援護射撃で5機撃墜を報告している。主砲7発発射。 |
| 14:45～15:21 | 第六次空襲（来襲機数75機）。主砲発射10発、副砲58発。集中攻撃を受け、爆弾10発以上、魚雷11発以上、至近弾6発以上を受け大火災を起こす。またしても左舷に10度傾斜、取舵と注排水により左6度まで回復した。艦首更に4m以上沈下し一番砲塔左舷側まで波で洗われる状態となる。 前部艦橋にも直撃弾、航海長・高射長など准士官以上11名を含む57名が戦死。猪口艦長も右肩に重傷を負うも指揮続行。これ以上の戦力発揮は不可能と判断し、司令部へ摩耶乗組員の生存者の移乗を打診。 |
| 17:30頃      | 摩耶の乗組員の生存者と武蔵乗組員の負傷者が舷側に接弦した駆逐艦島風に移乗。1軸のみ使用可能で、6ノットにて微速航行。 |
| 19:15        | 傾斜角暫時増大し左舷12度となり傾斜復旧の見込み無し。総員退去用意下命。軍艦旗降下。 |
| 19:30        | 傾斜角30度。総員退艦命令。 |
| 19:35        | 左舷に転覆、連続爆発2回、艦首より沈没し始めた。沈没位置東経122度32分・北緯13度7分・水深800m。 |

戦闘状況を伝える主な一次資料として貴重な戦闘詳報であるが、レイテ沖海戦における「軍艦武蔵戦闘詳報」には疑問を指摘する声がある。帝国海軍技術大尉だった内藤初穂によると『世界の艦船 No.512』「大東亜戦争における旧海軍の『戦闘詳報』」において、武蔵の戦闘記録を栗田艦隊各艦戦闘詳報やアメリカ軍の記録と照合した結果、疑わしい点が多々あると指摘している。沈没位置は駆逐艦の清霜が記録した「東経122度41.5分、北緯12度48分」とずれており、主砲発射時期も生存者や他艦の記録と異なり、さらに栗田艦隊各艦の空襲記録（計5）とは開始時間と回数のそれぞれが違う。たとえば、武蔵は13時15分の第五次空襲で「大和と長門に敵機集中攻撃」としているが、長門では同時刻空襲を第三次空襲と記録した上で、発砲したのは13時37分、発砲停止は14時11分である。内藤は武蔵の記録は「創作戦闘詳報」に近いと評し、「今のうちにしかるべき証言者を得て、しかるべき注記を原史料に貼付しておかなければならない」としている。
『戦艦武蔵建造記録』でも、栗田艦隊各艦の報告と武蔵の報告が一致しないことを指摘し、戦史叢書を元に戦闘記録をまとめている。武蔵の戦闘詳報があいまいとなった最大の理由は、第一艦橋への直撃弾で航海部と信号部が全滅し、彼らが記載していた戦闘記録や航跡図、信号記録が消失したためである。第一艦橋全滅後に信号部の先任となった細谷四郎は、武蔵の高級将校が早々に内地に戻ったために、戦闘詳報に下士官兵の証言を取り入れなかった為と述べている。
なお、武蔵の戦闘詳報の「令達報告等」の項目には「亡失に付き誤あるやもしれず」の注がつけられている。

### 戦闘経過

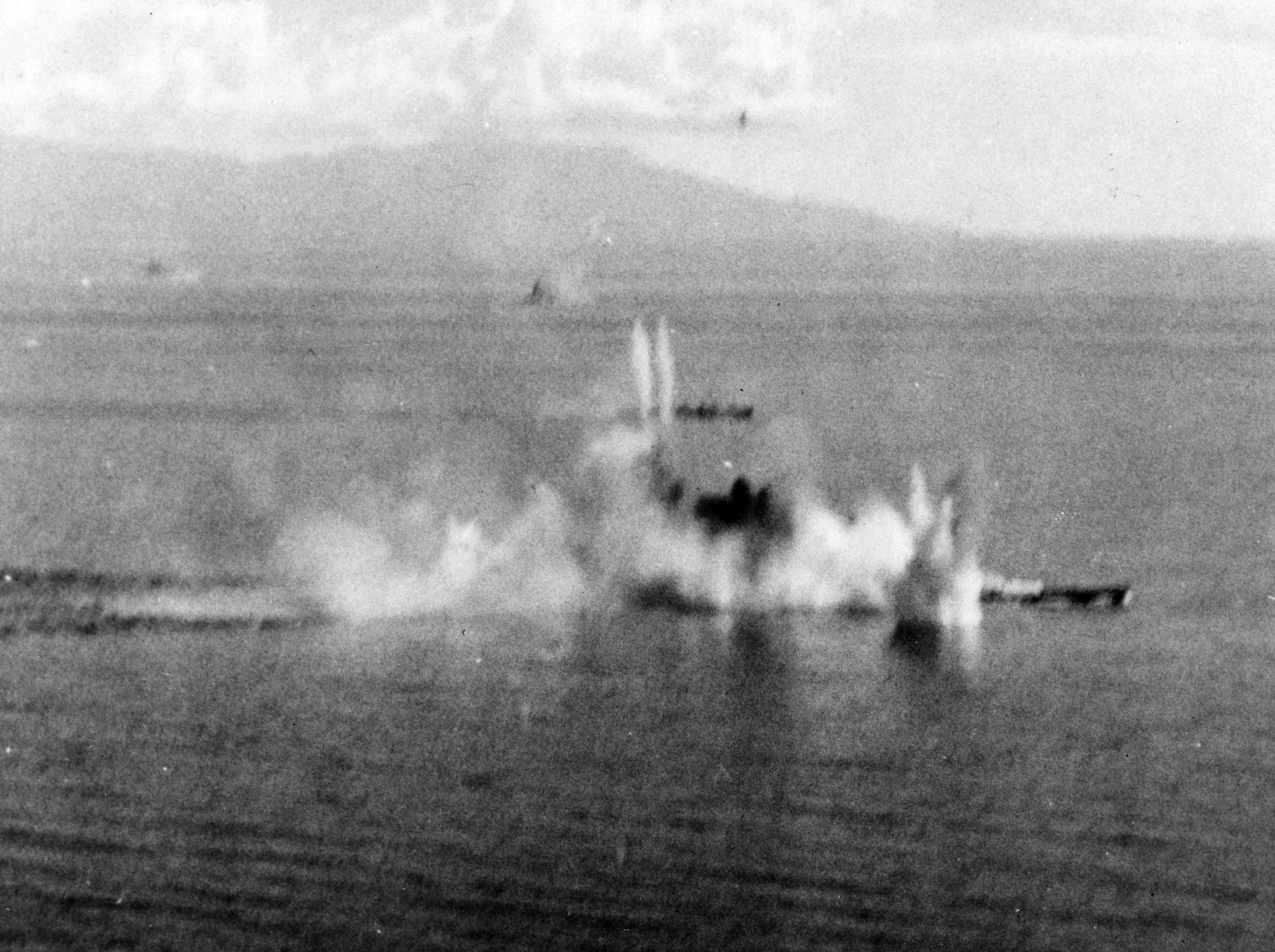
10月24日、シブヤン海でアメリカ軍艦載機の攻撃を受ける武蔵。

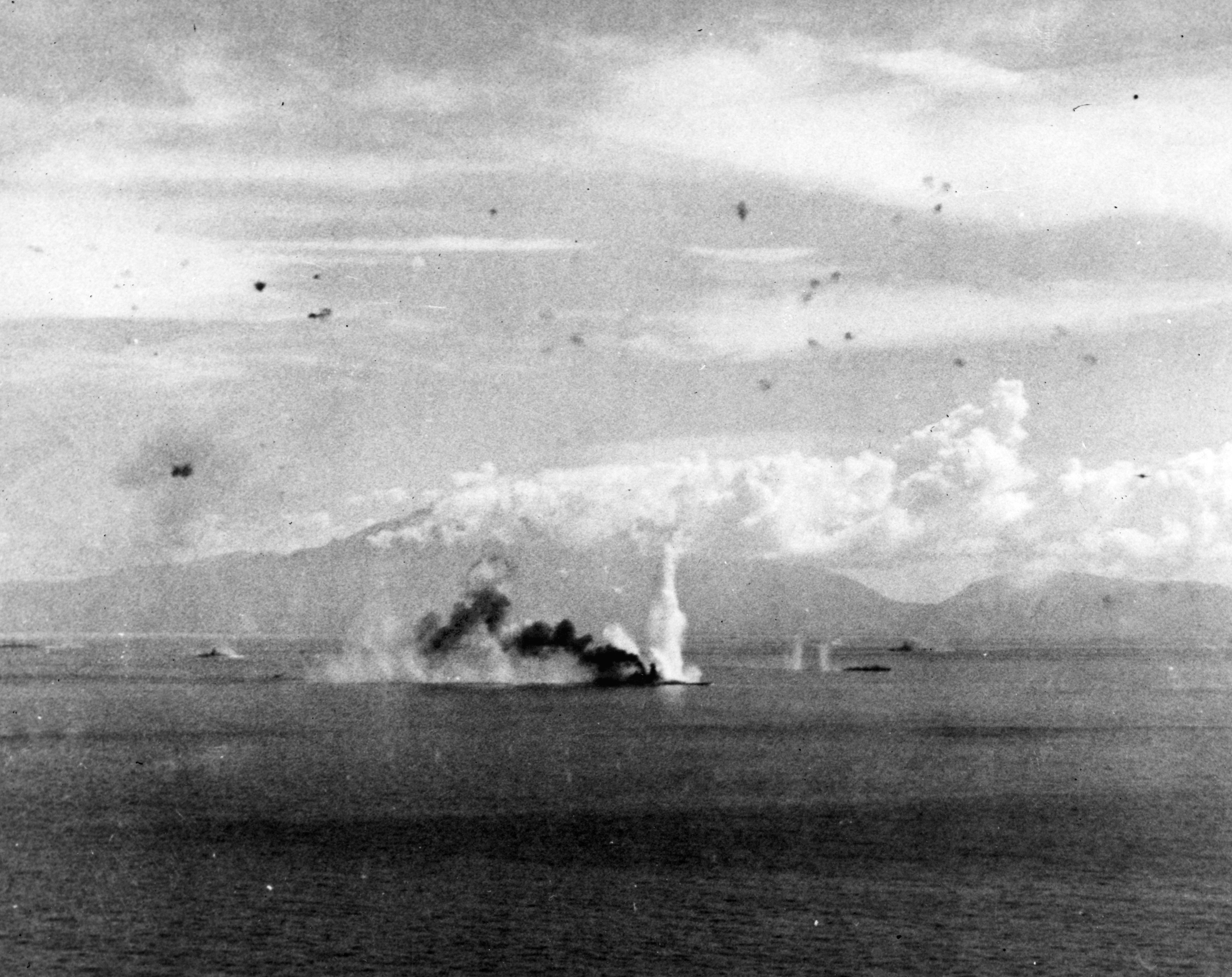
猛煙をあげる武蔵。魚雷による水柱が艦橋の高さを超えている。

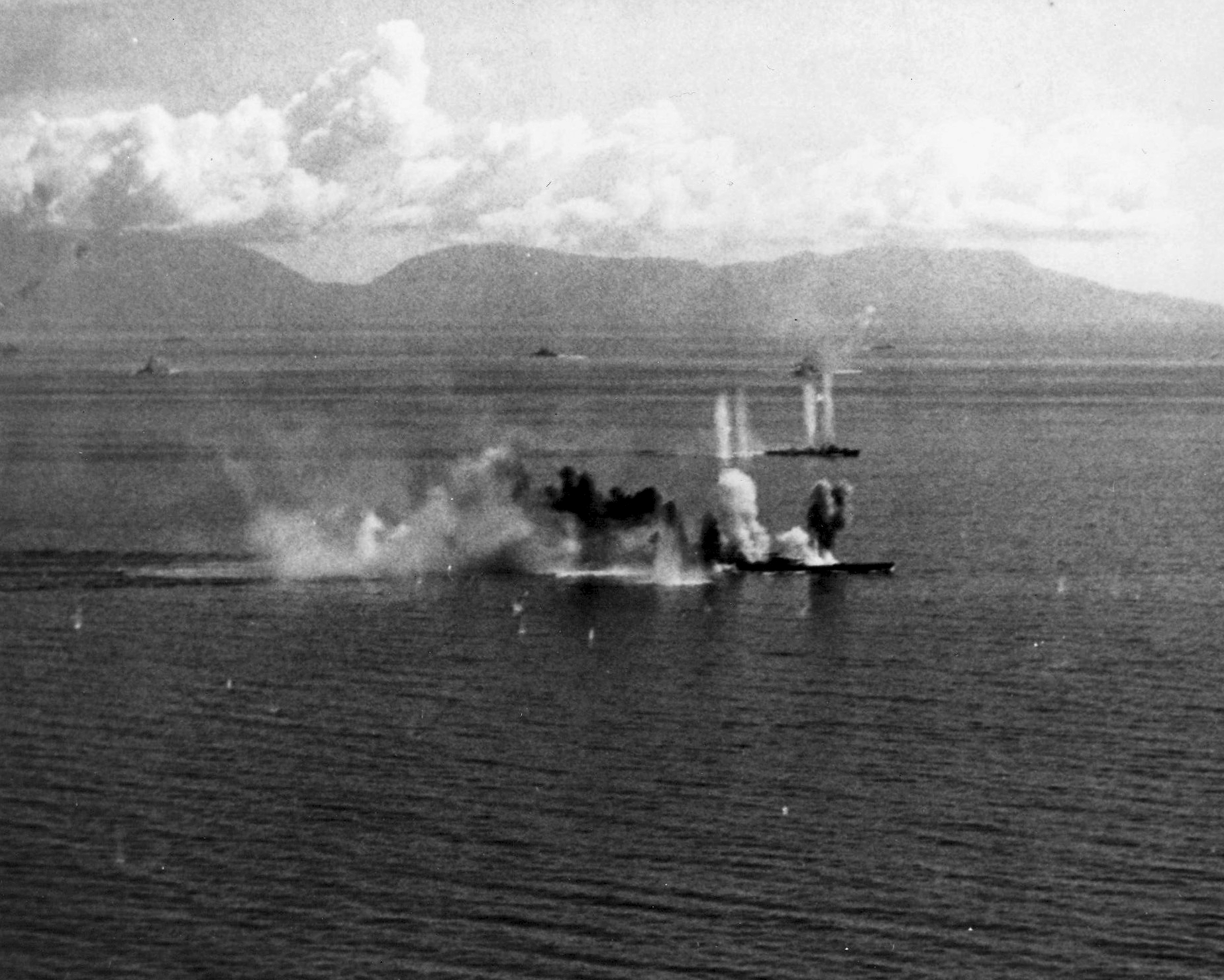
被弾しながらも前進する武蔵。後方に陽炎型駆逐艦が見える。

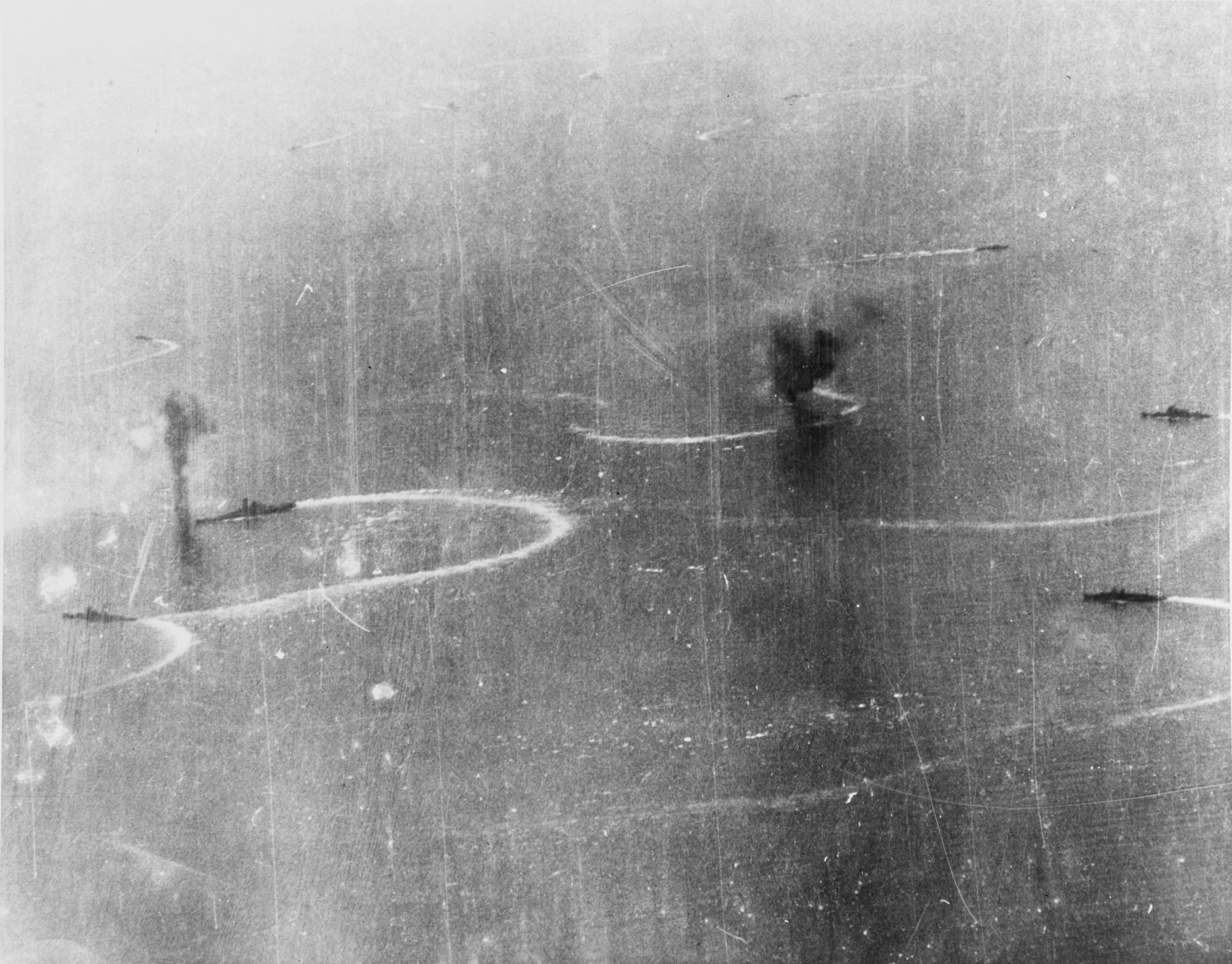
黒煙を上げている武蔵。左に旋回行動中の大和と、妙高型重巡洋艦、右側に高雄型重巡洋艦と金剛型戦艦が確認できる。

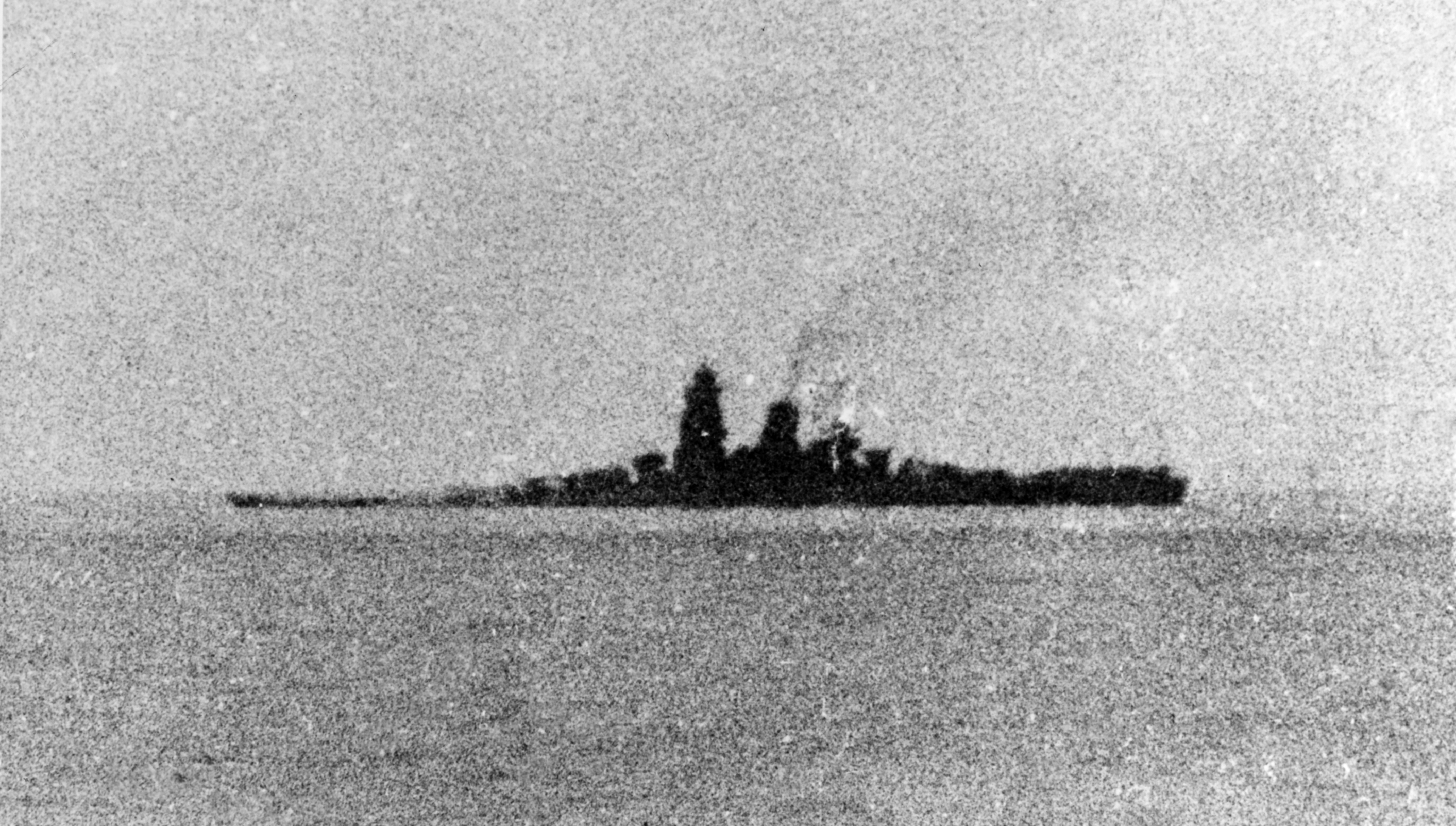
アメリカ軍艦載機の攻撃後、沈みつつある武蔵。第一主砲塔前の甲板は波に洗われているが、煙突の排煙から機関は無事であることが判る。（駆逐艦磯風から撮影）

午前6時32分、武蔵は距離40kmに敵味方不明飛行機を発見した。午前8時20分、栗田艦隊は第38任務部隊索敵隊第2群（カボット、イントレピッド）索敵機に発見された。イントレピッドの爆撃隊モート・エスリック中佐は、「戦艦4隻、重巡洋艦8隻、駆逐艦13隻」と報告する。「ブル・ハルゼー」（雄牛、猛牛の意）の異名をもつ積極的な性格のハルゼー大将は即座に攻撃命令を下した。このアメリカ軍の動きに対し、日本軍は第六基地航空部隊（福留繁司令官）が第38任務部隊第3群に零戦111機（爆弾装備機含む）、紫電一一型11機、彗星12機、九九式艦爆38機、天山8機という規模の攻撃隊を送り込んだ。この攻撃隊はアメリカ軍の的確な迎撃により壊滅し、空母に対する戦果は軽空母プリンストン撃沈のみだった。エセックス隊だけでF6F戦闘機1機の損失と引き換えに海軍の零戦27機、一式陸上攻撃機2機、夜間戦闘機月光1機、天山2機、九九艦爆4機、銀河1機、彗星1機、陸軍の一式戦3機、三式戦1機撃墜を記録している。
午前9時30分、3機のPB4Y-1哨戒機（B-24リベレーター爆撃機の海軍型）が栗田艦隊に接触し、武蔵の見張員が発見した。武蔵の左舷高角砲、戦艦金剛、重巡洋艦筑摩が発砲した。同時に、栗田中将は武蔵に通信妨害電波の発信を命じた。10時頃、大和と軽巡洋艦の能代が約100kmにアメリカ軍機40機を探知する。10時26分、第1次攻撃隊（イントレピッド、カボット）45機（F6Fヘルキャット戦闘機21機、カーチスSB2Cヘルダイバー急降下爆撃機12機、TBFアヴェンジャー雷撃機9機、誘導機ビル・エリス中佐）が攻撃を開始する。この時点で猪口は砲術長の主砲発射要請を拒否して主砲発砲を許さず、副砲で迎撃させた。予定されていた海軍基地航空隊の援護が天候不良という理由で取りやめとなったことに武蔵の猪口艦長は嘆いていたという。
第一次空襲では小型爆弾1発が武蔵の一番主砲塔天蓋に命中し、室内灯が笠ごと落ちた。6機の雷撃機による攻撃では、魚雷2本が艦底を通過(この2本は命中したが不発だったという証言もある)、1本が武蔵の右舷中央に命中、第7、第11罐室に漏水が発生したが、これは機関科兵が罐の熱気で大火傷を負いつつ行った応急作業で食い止めた。武蔵はバルジへの浸水で右舷に5.5度傾斜したが、左舷への注水でバランスを取り戻した。この被雷衝撃で艦橋トップの九八式方位盤照準装置改一の台座が歪んで旋回不能となり、全主砲塔の統一射撃が不可能となったとされる。その後はそれぞれの主砲塔に設置してある照準システム及び後部艦橋の予備システムで射撃を続行した。ただし、主砲方位盤にもともと対空射撃の機能がなかった可能性がある。なお「被弾ではなく主砲斉射の衝撃で方位盤が故障した」と証言する乗員もいるが、公式記録によれば第一次空襲に於ける主砲の発砲は無い。また、主砲発射の衝撃に堪える方位盤が魚雷1本の命中で故障するなどありえず、高速急転舵の連続による艦体震動が原因と考える乗員もいる。さらにイントレピッド攻撃隊のビル・バン・アントワープ雷撃隊隊長は、武蔵艦首に魚雷を命中させたと証言している。武蔵は艦首に至近弾と記録した。
11時15分、武蔵は『雷撃機五機の挟撃を受け4本を避けたるも1本右舷後部に命中、右12、14区に浸水した。激動により主砲方位盤旋回不能となりたる他故障なし。目下詳細調査中』と艦隊司令部に報告する。11時36分には存在しない米潜水艦からの雷撃を回避し、11時57分に『出し得る最大速力26ノット』と報告した。
12時6分、空母イントレピッドからの第2次攻撃隊33機（戦闘機12、爆撃機12、雷撃機9）が攻撃を開始した。アメリカ軍機は栗田艦隊外周の駆逐艦、巡洋艦の対空砲火をくぐりぬけ武蔵に殺到していった。殺到の原因についてレイテ沖海戦を主軸にした書物などでは、リンガ泊地に於いて武蔵だけが塗装を塗りなおしたため、一番目立っていたのも要因とされることがある。46cm主砲三式弾9発発射。事前ブザーがなかったために多くの甲板員が爆風を受けたという。被害は、左舷に魚雷3本、艦首と艦中央部に爆弾2発というものだった。僚艦も武蔵の被害を目撃しており、大和は12時11分、武蔵に複数の魚雷が命中した時に発生する水柱を認めている。その武蔵では指揮装置の故障で高角砲の一斉射撃ができなくなり、各砲個別照準となって命中率が低下した。左舷中央部に命中した爆弾は、甲板2層を貫通して中甲板兵員室で炸裂した。爆風が通気孔を通じてタービン室に突入し、蒸気管が破損したために内側の1つの機械室内が高温となって使用不能となる。武蔵は3軸運転を余儀なくされ、最大速力は22ノットに落ちた。一番、二番主砲は魚雷命中による弾薬庫の直接の被害は無かったが、庫内温度が上昇し、弾薬庫に注水作業をしたため使用不能となったとする文献もある。ただし、武蔵の一番砲塔中央砲で三式弾の事故が発生して射撃不能になったものの、二番主砲塔、三番主砲塔は空襲が終わるまで射撃を続けている。また至近弾による弾片やアメリカ軍機の機銃掃射が、甲板上の機銃兵員達を殺傷した。武蔵の甲板に備え付けられている25mm対空機銃のほとんどは外気に晒されており、46cm主砲発砲の爆風から対空兵器と砲員を保護するシールドも、アメリカ軍のF6Fヘルキャットが6門装備するブローニング12.7mm重機関銃の掃射やロケット弾攻撃の前では無力だった。武蔵の乗組員の中にはアメリカ軍が反跳爆撃（スキップボミング）を行ったとする者もいる。13時13分、武蔵は司令部に以下の報告を行う。
1. 主砲方位盤旋回不能、予備盤にて射撃可能。
2. 一番砲塔中三式自爆（信管破裂）に依り使用不能。
3. 第二機械室蒸気噴出左内軸使用停止、三軸運転、発揮し得る速力22ノット。

第二次空襲と第三次空襲の間に1時間ほど小休止があったため、武蔵では猪口艦長の指示により戦闘配食が配られた。13時30分、ミッチャー中将直率第3群の空母エセックス 、レキシントンを発進した第3次攻撃隊83機が栗田艦隊上空に到達した。エセックス隊が第一部隊輪形陣（大和、武蔵、長門 ）、レキシントン隊が第二部隊輪形陣（金剛、榛名）を攻撃した。アメリカ軍機が撤退するまで武蔵は魚雷5本、爆弾4発、至近弾2発を受けた。武蔵は浸水と傾斜復元のための注水で艦首が水面近くまで沈み、速力が低下した。大和を中心とする第一部隊から落伍し、金剛を中心とした第二部隊に追いつかれていた。なお第二艦橋勤務の細谷は、武蔵が初めて主砲を発射した時刻を13時57分頃としている。第二部隊の軽巡洋艦矢矧も13時54分に武蔵発砲、長門も14時06分に「武蔵砲撃始む」と記録している。
14時15分、第4群の空母フランクリンから発進した第4次攻撃隊65機が来襲し、大和に爆弾1発が命中した。一連の攻撃でフランクリン攻撃隊（ジョー・キービー中佐）は武蔵に爆弾4発、魚雷1-3本命中、軽巡洋艦1隻撃沈を主張。14時45分、重巡洋艦利根の黛治夫艦長は鈴木義尾中将（第二部隊指揮官）に『武蔵に近寄る雷撃機を射つ為近寄られては如何』と意見具申する。20分後に『利根は暫く武蔵の北方に在りて敵機の来襲に備えよ』との返信があったが、これは「利根単艦で武蔵を護衛せよ」という意味であり、黛は鈴木を罵っている。それでも利根は武蔵に寄り添い、駆逐艦の清霜と共に護衛を開始した。14時50分、武蔵は大和に対し以下の報告を送った。
1. 射撃能力は該砲（一番砲塔）以外さしたる故障なし。
2. 両舷防水区画殆ど全部浸水又は注水の為速力を出し得ず。
3. 出し得る速力20ノットの見込み

14時53分、栗田中将は『武蔵被雷1、計5、戦闘力発揮に支障あり。武蔵は清霜を附し要すれば「コロン島」経由、馬公市へ向かえ』と命じた。栗田中将が武蔵に撤退命令を出す中、第4群空母エンタープライズから発進した攻撃隊が栗田艦隊上空に到達した。武蔵もこれを探知し、14時50分にアメリカ軍機70接近中と報じ、さらに14時54分、旗流信号で『飛行機20機発見』を知らせた。5分後の14時59分、第2群空母の第3波攻撃隊30機（戦闘機15、爆撃機12、雷撃機3）が来襲した。この頃、シブヤン島やボアク島では、地元猟師達が山の中腹から「島のような巨大戦艦」とアメリカ軍機の激しい戦闘を観戦している。
エンタープライズ隊は栗田艦隊が変針し、戦艦武蔵、巡洋艦1隻、駆逐艦1隻が西に向かって分離する光景を見た。ロケット弾を装備したヘルキャットが利根と清霜を狙い、急降下爆撃機と雷撃機が武蔵を狙った。アメリカ軍機から観察すると武蔵は油を引いているだけで火災も起きておらず、艦体も水平だった。だが、武蔵は注水と被雷により大量の海水を飲み込んでおり、動きは鈍くなっていた。武蔵は回避行動もままならず、『武蔵被害累加せる如きも詳細不明』というほどの損害を受ける。特に前部艦橋防空指揮所(艦橋最上部)に命中した爆弾は、防空指揮所甲板、第一艦橋、作戦室甲板を貫通して爆発。爆風が第一艦橋へ逆流し、武蔵幹部達を殺傷した。防空指揮所では、高射長の広瀬栄助少佐、測的長の山田武男大尉を含む13名が戦死、猪口艦長を含む11名が負傷する。猪口艦長は右肩に重傷を負うが、指揮を続行した。作戦室では前日救助された摩耶副長の永井貞三大佐と軍医を含む5名が戦死、2名が負傷した。そして第一艦橋では、仮屋実航海長を含む39名が戦死、8名が負傷。加藤副長が指揮を継承し、三浦徳四郎通信長が臨時の航海長となった。エンタープライズ攻撃隊(戦闘機12、艦爆9、艦攻12)は戦闘レポートで武蔵に1,000ポンド爆弾11発、魚雷8本命中、重巡洋艦（利根）に爆弾命中、駆逐艦2隻撃破または撃沈を主張する。アメリカ軍機は艦首が沈下し、大火災を起こして完全に停止した武蔵を目撃している。また利根には爆弾2発が命中(250kg爆弾1発不発)、小火災が発生した。清霜にも一番発射管に小型爆弾1発が命中し、最大発揮可能速力が24ノットに低下した。
最終的に武蔵は爆弾10発以上被弾、魚雷10本以上を被雷した。「軍艦武蔵戦闘詳報」では魚雷命中20本被雷、爆弾17発命中、至近弾18発と結論づけている。生存者が戦後に結成した「武蔵戦友会」は、右舷に5本、左舷に20本以上、合計33本と推定した。艦の前部に著しい浸水を見た武蔵は前後の傾斜差が8メートルを超え、前部主砲の一番低い箇所は波に洗われるほどになった。このため必死の浸水防止の対策が採られた。大和からは、左に15度傾斜した武蔵の姿が目撃されている。武蔵は15時30分に舵取機電源切断による『我舵故障』を報告し、長門が確認した。第七号発電機タービンを担当していた玉沢兵曹は、被害の累加と共に次々と発電機が使用不能になり、最後の第七発電機も第五次空襲で停止・操舵不能になったと証言している。それでも約30分後には直接操舵が可能となった。武蔵は復旧作業をおこないながら重巡洋艦利根、駆逐艦島風、清霜、浜風に伴われて栗田艦隊から分離し、コロン湾を目指した。武蔵は大損害をうけながらも僅かながら戦闘力を維持しており、16時55分にはアメリカ軍機を撃墜したという。
宇垣纏第一戦隊司令官は著作「戦藻録」に『本反転に於いて麾下の片腕たる武蔵の傍を過ぐ。損傷の姿いたましき限りなり。凡ての注水可能部は満水し終り、左舷に傾斜10度位、御紋章は表し居るも艦首突込み、砲塔前の上甲板最低線漸く水上に在り。慰めの言葉も適当なるもの即座に出でぬなり』と述べている。宇垣は16時24分『全力を尽して保全に努めよ』、17時5分『自力又は曳航にて遠距離移動不能なる場合、一時附近島陰適当なる深所に曳航艦首をのし揚げ応急対策を講ずることを研究しおけ』と命じた。
栗田中将は「第一遊撃部隊戦闘詳報」にて『即ち敵機の空襲は逐次其の頻度と来襲機数とを増大するに反し、ラモン及レガスピー方面敵機動部隊に対する我が航空攻撃の成果未だ見るべきものなく。他方我が機動部隊本隊の牽制攻撃其の実効なき等、各部隊の協同は結実するに至らず。為に第一遊撃部隊の孤立奮戦となり徒らに被害累増すると共に、現在の儘東進せば日没前シブヤン海東方の狭小海域に於いて敵機の攻撃を受くる惧れあり（以下略）』と述べている。宇垣も『即ち武蔵は大和を救い、戦隊のみならず艦隊全般を自らの犠牲において掩護救出せるものといわざるべからず』と記した。武蔵は各艦隊、航空部隊の連携不徹底から結果として猪口艦長の遺書にあるように「栗田艦隊被害担当艦」となり、致命傷を負ったのである。

### 沈没までの経緯
17時37分、武蔵は清霜に以下の命令を信号で伝えた。
1. 極力本艦をコロン島に回航せんとす。
2. 本艦右舷機械使用可能操舵可能。
3. 日没時清霜に依る艦尾曳航操舵を試みんとす。
4. 島風は便宜警戒に当られたし

すでに電気を使用する通信機は使えなかった。18時、宇垣中将は大和の探照灯を用いて『自力航行可能なりや』と問い合わせる。すると15分後に武蔵から『右舷内軸のみ運転可能、操舵可能』という回答があった。この時、武蔵側で応答した細谷は『我れ機械6ノット可能なるも、浸水傾斜を早め前後進不能』だったと回想している。宇垣は翌朝まで持ちこたえられるかもしれないと見ていた。18時26分、栗田中将は『浜風は武蔵艦長の命を受け同艦の警戒に当れ。島風の武蔵警戒任務を解く』と伝える。18時30分、駆逐艦島風が武蔵左舷に横付けし、乗艦していた重巡洋艦摩耶の乗組員607名を収容した。だが摩耶士官4名、下士官兵41名が武蔵の復旧作業に従事するため残留している。島風は武蔵から離れ、利根も黛艦長の再三の『此処に居るも如何とも為しがたきに附決戦に参加し得る様御願いす』という要請によって栗田艦隊に復帰した。この時、利根は猪口艦長に対し『ザイドリッツの戦例に鑑み艦首浮力の保持に努められよ』と信号を送っている。ドイツの巡洋戦艦ザイドリッツは第一次世界大戦のユトランド沖海戦で被雷し、艦首が沈降したが後進して港に戻り座礁した。黛艦長は武蔵がこの戦訓をなぞることで沈没を免れることを望んだのである。
一方、武蔵では防水作業、復旧作業が続いていた。艦乗組員の複数の手記と証言が残っているが、これほどの被害を受けながら火災の方はすぐに鎮火したらしく、戦闘終了後に火災が継続している描写はない。左舷への傾斜を復旧させるため、左舷主錨の海中投棄が行われ、機銃の残骸や接舷用の器具（防舷材）、負傷者や遺体といった重量物を右舷に移す作業も行われた。これらは傾斜が酷くなったときに、一斉に甲板上を右舷から左舷に滑落し、巻き込まれ死亡した乗員が少なからずいた。艦内での排水作業では、角材がマッチ棒のように折れ、鉄板がベニヤ板のようにしなる……と水圧との戦いの凄まじさが伝えられている。浸水した機械室も排水作業が試みられたが、浸水は減るどころか増える一方だった。乗組員の間では、「不沈艦」と信じてきた武蔵が沈没するかもしれないという不安が広がった。
傾斜復旧のための注水作業(注排水区画が満水のため缶室、機械室、居住区に注水)が行われ、沈没の直前には機械室、及び右舷の缶室（ボイラー室）6個のうち、外側の3つについて加藤副長より注水作業の命令があった。缶室に関しては、少なくとも1つが機関科兵によって実際に艦底のバルブ（注水弁）が開かれた。しかし、理由は不明だが一滴の水も出なかったという。大坪は機械室の注水弁を開き、注水作業に成功した。ただし、満水になるまでかなりの時間が必要なので、どの程度の効果があったか不明である。
19時5分、第二艦橋に猪口艦長、加藤副長、越野砲術長、工藤内務長、中村機関長、三浦通信長、佐野芳郎少尉（艦長附伝令）、細谷（信号部先任）、井上（見張士）が集まった。猪口は加藤に遺書と形見のシャープペンシルを渡すと、第二艦橋下の海図室に降りていった。19時8分、浜風は武蔵から『至急武蔵の左舷に横付けせよ』という信号を受取る。清霜も『横付けせよ』という手旗信号を受取る。だが巨艦の沈没に巻き込まれることを恐れた両艦は100mまで近づくのが限度だった。
19時15分頃、武蔵は左傾斜十二度となったため、加藤副長より"総員上甲板"が発令され、乗組員は後部甲板に集合した。半壊したマストから軍艦旗が降下されて間もなく、武蔵は急激に傾斜を増した。総員退去命令が発せられ、乗組員は脱出をはじめる。たまたま艦橋をふりかえった数名が、艦橋旗甲板で脱出者を見送る猪口艦長を目撃した。19時35-40分、武蔵は完全に転覆。水中に入った煙突から炎と白煙があがり、しばらく右舷艦底を上にして浮いていたが、やがて水中爆発音2回があって艦首から沈没した。この爆発は缶室のボイラーが水蒸気爆発を起こした、主砲弾薬庫の弾薬が転覆による衝撃で誘爆した等、諸説ある。建造期間1591日に対し、武蔵の艦齢は821日だった。
海に飛び込んだ乗組員は武蔵沈没時の大渦に巻き込まれたり、水中爆発により圧死したりした者もいたといわれるが、随伴していた駆逐艦の清霜、浜風に約1350名が救助された。清霜は25日午前1時まで救助作業を行ったと記録している。武蔵の沈没に伴う戦死者は全乗組員2399名中、猪口敏平艦長以下1023名、生存者は1376名、長門派遣下士官兵7名。さらに沈没までの対空戦闘で前日米潜水艦の雷撃により沈没し、救助されて武蔵に移乗していた摩耶の乗員も117名が犠牲になっている。戦闘詳報には『当時便乗しおりたる摩耶乗員はそれぞれ固有戦闘配置に応じ武蔵の戦闘力を増強する配備に就き極めて勇敢に奮闘努力し其の功績顕著なるものありしことを特筆す』と記された。
駆逐艦磯風の水雷長が撮影した、艦前方が半ば海面下に没した写真は、武蔵最後の姿として有名である。

## 沈没の直接的原因
武蔵はアメリカ海軍機の攻撃により、推定雷撃20本、爆弾17発、至近弾20発以上という猛攻撃を受けたが、艦前部を主に両舷の浸水がほぼ均等で、当初左右方向への傾斜が僅かまたは復元可能であったこと、アメリカ軍の攻撃に時間差があったため艦体の沈降に伴って被雷個所がずれていったこと等が影響し、被弾数に比べて長時間交戦できたものと推測される。ちなみに、アメリカ軍はこの戦闘を教訓として1945年（昭和20年）4月の天一号作戦時の大和への攻撃を左舷に集中させたとされるが、アメリカ軍側にそれを実証する資料はない。
猪口艦長は、「機銃はもう少し威力を大にせねばと思う。命中したものがあったにもかかわらず、なかなか落ちざりき。…申し訳なきは対空射撃の威力をじゅうぶん発揮し得ざりし事。」という言葉を副長に託した手帳に残した。逆説的な意味で、「武蔵は航空機の前では無力だった」とする見方もある。武蔵と同じく栗田艦隊に所属し、10月24日午前中のアメリカ軍機攻撃で被雷し落伍した重巡洋艦妙高では、このような所見を述べている。「現有対空射撃兵器を以てしては、之を如何ほど増強し如何に教育訓練に努力するも、その到達する所の射撃実力には限界あり。もっとも現有の対空射撃兵器の性能は主砲、高角砲、機銃、共に極めて貧弱にして現下の複雑困難にして熾烈なる対空戦闘には通じるものに非ず」。武蔵の沈没は、姉妹艦大和の将兵にも影響を与えた。宇垣はこの時のことを戦藻録に『嗚呼、我半身を失へり！誠に申訳無き次第とす。さり乍ら其の斃れたるや大和の身代わりとなれるものなり。今日は武蔵の悲運あるも明日は大和の番なり』と記した。
大和型戦艦は日本軍航空隊が制空権を掌握した上で、その掩護下で艦隊決戦を挑むために開発された戦艦である。味方航空機の支援が1機もなく、逆に日本軍航空隊が壊滅した状態で100機以上の敵航空機から集中攻撃される事態は設計者達の予想を超えていた。大和型戦艦設計者の一人である牧野茂は絶対的不沈艦などありえないと前置きした上で、「味方に航空兵力が存在する戦闘で相対的不沈艦とすることは望ましく、大和型戦艦はおおむねその成果を達成した」と述べているが、それが当初予定されていたそうした戦術に結びつかなかった事が、丸裸で航空機の標的に晒された現実に出ているともいえる。
武蔵最後の戦闘記録は第一艦橋が全滅したこともあって不明な点が多く、現在でも謎が多い。副長の加藤憲吉のメモによれば魚雷命中、右舷に8本、左舷に15本、爆弾の直撃17発、至近弾18発である。副長付き信号兵の細谷四郎によれば、右舷に5本、左舷25本である。右舷に5本の根拠について細谷は、武蔵の転覆時に横倒しで水平となった右舷側面水線下を歩き、そこに魚雷による破孔5つを確認したからだとしている。一方アメリカ軍は、爆弾命中44発、ロケット弾命中9発、魚雷の命中25本、総投下数161発中命中78発と記録した。
武蔵の沈没の直接原因は、多数の魚雷命中による大浸水である。特に1番主砲塔より前の非防御区画は、魚雷が4-5本命中したために全部浸水してしまった。一方後部区画には魚雷の命中は右舷後部に5本のみと比較的少なく、浸水は殆どなかったようである。またバイタルパート内部においては、左舷外側主機室や第12缶室への浸水・水没が確認されている。外側右舷外側缶室の1室は魚雷攻撃により隔壁からの漏水が発生し、防水処置をしたものの、その後の魚雷命中の衝撃で、打ち込んだ楔などが全て吹き飛ぶなどしたために、最終的に乗員は腰まで海水に漬かった。もう1室についても緩徐な浸水に見舞われたが、隣室への防水扉を駆動する電気回路が故障したため、彼らは脱出不能となった。天井に穴をあける作業が行われたが、非常に厚い装甲板（200ミリ）だったため全員溺死した。内側の6室の缶室（1、2、5、6、9）には浸水はなかった。右側外側の缶室は別記したように戦闘終了後に傾斜復旧のため、注水命令が下令されている。4室ある機械室（タービン室）も最終的に3室まで浸水が確認されている。甲板二層にわたる巨大な空間が満水になることで、艦の浮力とバランスが失われた。4列ある機関区の外側の区画も、度重なる同一部位への魚雷命中により、バルジや水面下装甲板を破壊され大浸水をきたした。隔壁の破壊を逃れた区画も、船体の沈下に伴い通気孔などからの緩徐な浸水に見舞われた。アメリカ軍は、主要防御区画を守る20度傾斜410ミリVH甲鈑と下端のNVNC甲鈑との接合部分に構造的問題があり、主要防御区画への浸水遮蔽が不十分だったと指摘している。一方で魚雷1本の被雷で深刻なダメージを受けた巡洋艦に比べ、戦艦が極めてタフであり、容易に撃破できぬ艦種であることも明らかにした。「戦艦武蔵建造記録」では「よくぞここまで耐えた」と記している。
大和型戦艦は予備浮力が多く確保され、その比は長門型戦艦の1.5倍あり、同時期の他国の戦艦と比較しても浸水に対しては余裕を持った設計になっている。「7万トンを超える巨艦にしては小型軽量設計」が特徴の大和型だが、この小型化が更に浮力余裕を持たせられなかったとも言われる。『戦艦武蔵建造記録』では、沈没時の浸水35,000トン、浮力は22,450トンと推定し、沈没原因を復元力の喪失と結論づけている。
しかし、これだけの猛攻に耐えた武蔵だが、一方では、電気溶接を採用しなかったことが弱点になっていたとも考えられている。日本海軍では第四艦隊事件で電気溶接が船体の脆弱化を招いたと責任転嫁的に結論づけられたため、その後、船体建造にあたって最新技術である電気溶接の採用を制限し、従来どおりのリベットによる接合に逆戻りするということが起こっていた。2016年放送のNHKスペシャル「戦艦武蔵の最期 〜映像解析 知られざる“真実”〜」では、三菱長崎造船所が提供した武蔵の資料を分析したところ、電気溶接でなく、旧来のリベット打ちによる装甲版の繋ぎ止めが被雷時の衝撃によって抜け落ちるか、もしくは折れる等の破損によって装甲板の繋ぎ目部分が外れ、そこから大量の海水浸入を招いたとする説を取り上げている。
これは後の大和や、一ヶ月後の空母に改造された姉妹艦「信濃」にも、被雷時に同じような形で作用し、沈む要因を造っている（2019年放送のNHKBS1スペシャル『幻の巨大空母“信濃”〜乗組員が語る 大和型“不沈艦”の悲劇〜』より）。旧来工法に頼りきりだった日本の建艦技術力限界も沈没要因の一つであり、頑強な戦艦といえど、航空機の継続的な攻撃の前に屈することは、皮肉にも日本海軍が真珠湾攻撃によるアメリカの戦艦であるアリゾナ、オクラホマ、ネヴァダ、ウェストバージニアと、2日後のマレー沖海戦でイギリスの戦艦であるプリンス・オブ・ウェールズとレパルスという他国戦艦群を沈めたことから始まり、それは武蔵の半月後のドイツの戦艦であるティルピッツ、更に半年後の大和の最期でも証明された形になった。

## 生存者

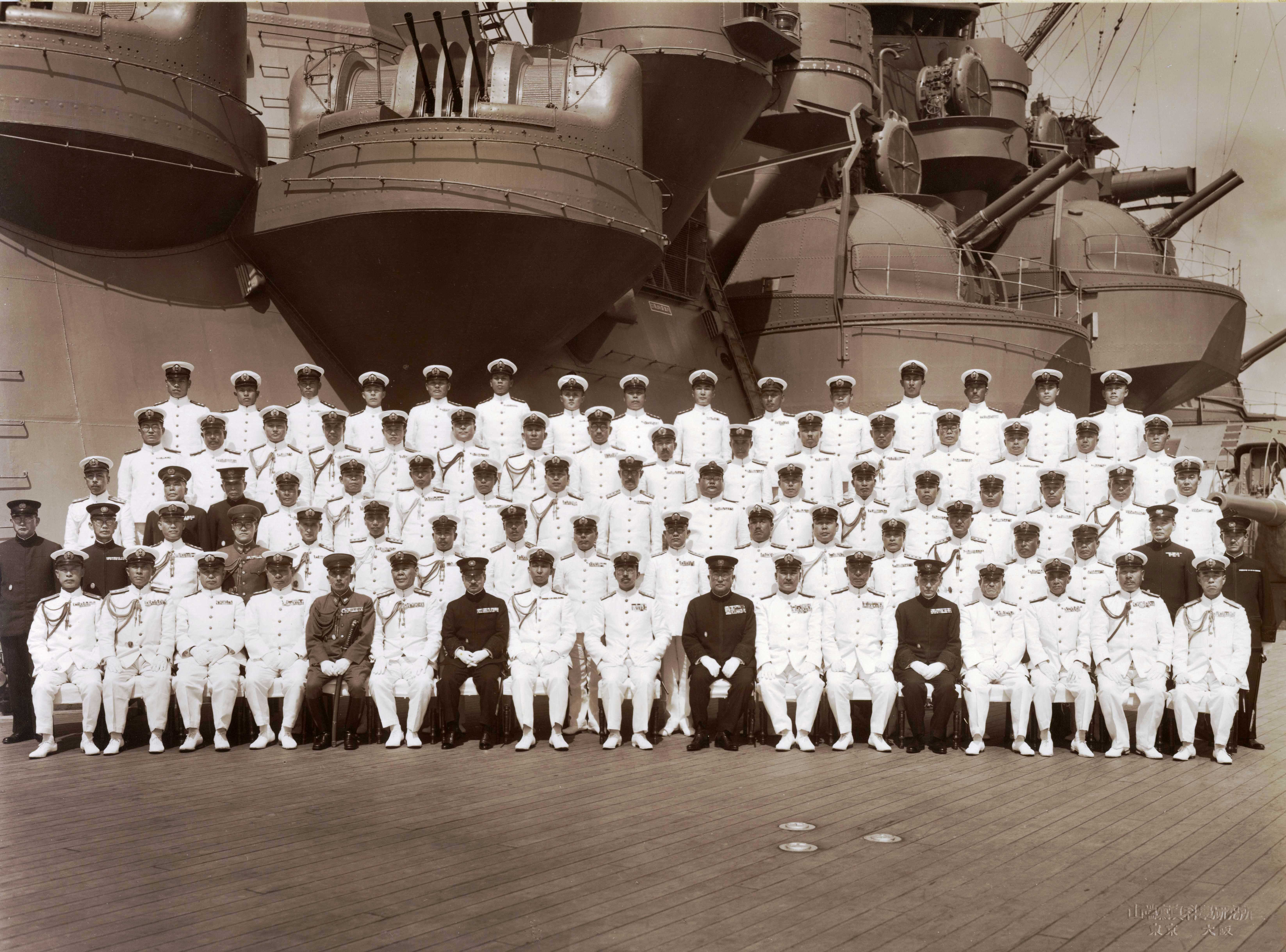
昭和天皇（中央）行幸の際の記念写真。対空機銃設置前（1943年6月24日）

10月25日、駆逐艦清霜と浜風に乗った武蔵の生存者は、マニラ海軍病院分院に収容された100名をのぞき、フィリピンのコレヒドール島に上陸した。彼らは加藤憲吉副長の名字をとって「加藤部隊」と呼ばれた。負傷者数名が重巡妙高に乗艦してシンガポールに向かったが、彼らの運命は不明である。コレヒドール島の生存者達は食糧、医薬品も満足に与えられず、厳しい環境に置かれていた。その最中、加藤副長や武蔵幹部将校が、残務処理手続きとして司令部に向かったまま日本本土に帰ったとの連絡があり、指揮官達を失った「加藤部隊」では暴動寸前の事態になったという。一方で、加藤副長は南西方面艦隊司令部の有馬馨少将（武蔵初代艦長）と会議を行い、輸送船のさんとす丸（140m、8500トン）で420名の日本帰国を決定したと証言する士官もいる。
11月25日午前1時、さんとす丸は第38号哨戒艇、第102号哨戒艇、第33号駆潜艇に護衛されてバシー海峡を通過中、アメリカ潜水艦アトゥルの雷撃を受けた。この攻撃で魚雷2本が命中し、大爆発を起こしたさんとす丸は船体が切断され沈没した。さらに第38号哨戒艇も沈没したため、救出されるまで時間がかかった。結果、沈没と長い漂流によって武蔵の生存者420名中300名が戦死した。救助された120名は台湾の高雄警備隊に配属されて終戦をむかえた。12月6日、180-200名が空母隼鷹で日本へ向かったが、隼鷹は12月9日にアメリカ潜水艦シーデビルの雷撃で被雷し、武蔵の生存者を慌てさせた。さらに、佐世保から横須賀への移動中や、横須賀海兵団での隔離生活でも監視の番兵がついていたという。この他にも傷病者10名が病院船氷川丸によって日本に帰国した。
だが、約1000名の武蔵の生存者は日本に戻れずクラークフィールド航空基地作業隊に編入された。彼らはそのままフィリピン守備隊に残され、陸戦隊としてマニラ市街戦に参加させられたりしたが、その多くは戦死した。その他の戦線に戦局悪化の口封じに駆り出された兵士も少なくなかった。生還者は56名だったとされる。
エンタープライズの攻撃隊に戦闘機パイロットとして加わり武蔵を攻撃したダニエル・T・スミスは戦後少将に進級し、1968年から1970年にかけて在日米海軍司令官を務めた。横須賀に赴任中、細谷四郎ら武蔵の生存者と交流を深めている。
1977年（昭和52年）10月24日、生存者で結成された「軍艦武藏会」は慰霊祭を靖国神社でおこない、さらに239名が「戦艦武蔵比島方面慰霊団」としてフィリピンに出発した。重巡洋艦摩耶主計長として武蔵に乗艦し、最後の戦闘を体験した永末英一衆議院議員（民社党委員長）によれば、赤坂離宮(迎賓館)で催された招宴で昭和天皇に武蔵慰霊祭の事を告げると、天皇は1943年（昭和18年）に乗艦したことを懐かしんだという。
令和5年現在、横須賀市の居酒屋信濃で、戦艦武蔵の士官室に飾られていた鏡が展示されている。この鏡は、レイテ沖海戦前に可燃物除去で戦艦武蔵の士官室から撤去され、横須賀在住の旧海軍関係者宅に保存されていたものである。これが日本国内でみられる戦艦武蔵の数少ない遺品である。

## 海底の武蔵

### 沈没地点
沈没地点は複数の説が存在していた。
1. 副長の加藤大佐が退艦時に記載したもので、戦闘詳報に採用されている東経122度32分、北緯13度7分で[87]、この地点の水深は800mである。戦後、アメリカ海軍は海底の武蔵を探深機で捜索したが[239]、発見できなかった。
2. 駆逐艦清霜が記録した、東経122度41.5分、北緯12度48分[194]。だが、清霜の報告位置を元にした戦後の水中探査でも、武蔵は発見されなかった[240]。ただし、清霜の砲術長は同艦の航跡自画器は故障していたので、あくまで推測でしかないことを述べている[241]。
3. 武蔵ドキュメンタリーを製作した手塚正己はシブヤン島マグディワク町に取材に赴き、町の北方沖合い5km、水深50mに武蔵が沈んでいるという地元漁師の証言を紹介している[242][243]。2015年4月に現地で洋上慰霊祭が開催されたときにも、現地の責任者の将軍から同様の話が聴取されていた[243]。
4. 武蔵の生存者で構成された「軍艦武蔵会」が昭和50年に発行した「嗚呼　戦艦武蔵」に掲載されている対空戦闘航跡図を元に、古賀繁一が著書に記載した沈没位置。結果的に、この古賀繁一が提唱した沈没位置が最も正確であった[243]。

沈没地点とされる場所を調査しても武蔵が発見されないことから、「沈んだ時点でも武蔵の艦腹には、なお未浸水の頑丈な防水区画が沢山あって、それらが艦に浮力を与えて海底まで沈下せず、艦内に閉じ込められた英霊と共に、シブヤン海の8-12ノットもある強い潮流に乗って海中を彷徨い続けているのでは」という噂話も存在した。武蔵自体の航海記録は、艦橋に爆弾が直撃して第一艦橋に火炎が吹き込んだために、失われている。
2015年3月2日、マイクロソフト社の共同創業者で、第二次大戦中の軍用機コレクターでもあるポール・アレンの調査チームが武蔵をシブヤン海の水深1000mの地点で発見し、翌日に公式発表した。旧日本海軍史研究家で、大和ミュージアムの戸髙一成館長は「艦首の菊花紋章や船を係留するための鎖やロープを通す穴の形状などから、武蔵の艦首と考えてほぼ間違いない」と話した。また、日米複数の専門家が武蔵だと断定した。調査には戦艦フッドの探索にも使用されたアレン私有の海洋調査船オクトパス（全長441フィート）が使用された。武蔵の船体撮影は海底8843フィートまで潜水できる遠隔操作の探査機により行われた。調査は資料収集や海底の地形調査から始められ、実際の船体発見までは8年の年月が必要であった。シブヤン海の地形は複雑であり、いくつかの海底火山もあったが、それらの山頂部は調査区域が除外された。オクトパスからのマルチビーム海底スキャンによって、沈没地点の候補地は狭く絞られた。2015年2月より実際の潜水探査が開始されたが、わずか3回目の探査で武蔵の船体は発見された。発見時には都合によりアレンは現場には居合わせなかった。特定された沈没地点はシブヤン島の真北側のシブヤン海中央部で、清霜が記録した沈没地点のやや西側であった。
アレンは3月13日（アメリカ時間12日）に探査機の映像のインターネット生中継を行った。この映像から艦体の各部が海底に散在している状況が判明し、調査チームは沈没時に火薬庫の爆発が起こったことなどを分析した。また、観測用水上機射出用のカタパルトのマニュアルと思われる日本語の文書も発見された。船体発見が報じられたことを受け、猪口艦長への墓参りが急増したとも伝えられている。

### 船体の破損状態
武蔵は沈没時に爆発を起こした為に、船体は大きな破損を受けた。船体は1番主砲の後方で切断され、大きく2分割した状態で沈んでおり、両者の距離は100m程度離れている。大和の沈没時と同様に機関部に流れ込んだ多量の海水による機関内水蒸気爆発に加え、その爆発が火薬庫にまで及び、その結果艦体が分断され、構造物が本体から四散する程の大破壊が及んだと推察される。
- 艦首部分 - 艦首側は海底に水平の状態で沈んでいる[243]。1番主砲塔は脱落しており、バーベットの穴が確認されている[243]。その直後から切断されているので2番主砲塔のバーベットは確認されていない[243]。艦首の菊の紋章は残っていない（脱落したか腐食したと考えられている）[243]。左側のアンカーは、左舷への傾斜を回復させるためにアンカーチェーンと一緒に海中投棄されたので、記録の通り船体には残されていなかった[243]。右側のアンカーは残されている[243]。船体下部には複数の魚雷による破壊孔が確認されている（出典の書物には左側だけで4か所確認されている）[243]。
- 船尾部分 - 船尾部分は上下逆になって沈んでいる。半分程度が泥に埋まっており、艦底とスクリュー、舵などしか確認できない[243]。切断部分はタービン室付近で、タービンが切断面から観察できる。2枚の舵は正中に固定された状態で海底に直立しているが[243]、主舵については「くの字」の変形が確認された。一部で4枚羽への換装論があったスクリューは、武蔵においても建造時の3枚羽のままであることも確認された[243]。スクリューは１基に変形を認めるが、3基は外観が保たれている。魚雷の命中孔については情報が得られていない[243]。
- 艦橋などの構造物 - 前後の艦橋や15m測距儀、煙突などの最上甲板の構造物は、丸ごと船体から脱落し船首より500m離れた場所に横倒しで沈んでいる[243]。艦橋は爆弾によって右舷側が酷く破壊されている。今まで資料で指摘のなかった後部艦橋基部の見張り台などの新発見があった[243]。煙突は損傷が激しい。マストと後部艦橋の上部は脱落して発見されていない[243]。
- その他のパーツ - 海底まで1000mあったために、パーツは直径1kmの広範囲に落下している。艦橋よりもさらに離れた場所に酷く破損した2番主砲塔の給弾室などの残骸が発見されている。破損の程度は高度であり、2番主砲塔付近の船体が見当たらないことからも、2番主砲の火薬庫が沈没後に誘爆して船体を破壊したと判断されている。1番主砲や3番主砲は発見されていない。

艦橋と船首部分の間500ｍには、比較的大きな船体構造物やボイラー、カタパルト、対空兵器のシールド、三式弾などが広範囲に散らばって沈んでいる。副砲も1基のみ発見されているが、全体の大部分が泥に埋もれており後部のハッチや片方の測距儀などしか確認できない。
アレンが公表した映像は一部に過ぎなかったが、NHKは100時間にも及ぶ動画の提供を受け、それらを三次元的に画像データとして再構成し、2016年12月4日放送のNHKスペシャル「戦艦武蔵の最期」で公開した。

### 反響
読売新聞は、歴史的記憶として貴重であり後世に残すべきとの特集コラムを掲載した。また、週刊新潮と朝日新聞は引き上げにかかる費用を試算し、巨大な費用がかかる事から現実的でないとしている。また、この発見を受けて自主映画製作も発表されている。

## 年表
- 1938年（昭和13年） - 3月29日 三菱重工業長崎造船所にて起工[253]。
- 1940年（昭和15年） - 11月1日 進水 [254]。武蔵と正式命名[2]。
- 1941年（昭和16年） - 7月1日 佐世保に回航[255]。主舵、推進器装備。
- 1941年（昭和16年） - 8月1日～2日 長崎に帰着[256]。
- 1942年（昭和17年） - 5月20日 第一水雷戦隊駆逐艦響、暁に護衛され、呉に移動[257]。
- 1942年（昭和17年） - 6月～7月 佐田岬沖で公試。6月22日、27.5ノットを記録[258]。大和より若干良成績[259]。
- 1942年（昭和17年） - 8月5日 呉にて竣工[260]。大和型戦艦に類別[3]。横須賀鎮守府籍[261]。その後訓練に従事。
- 1942年（昭和17年） - 10月15日　レーダー試験[262]。
- 1942年（昭和17年） - 10月28日　実弾射撃演習[263]。距離41,500mで射撃を行うが主砲発射の衝撃でレーダーが故障、調整を行う[264]。
- 1943年（昭和18年） - 1月18日
  - 呉を出港。空母瑞鶴、瑞鳳、軽巡洋艦神通、駆逐艦4隻とトラック島泊地へ向かう[265]。
- 1943年（昭和18年） - 2月11日
  - 連合艦隊司令長官山本五十六が乗艦[266]。連合艦隊旗艦となる[265][51]。久邇宮徳彦王、武蔵を退艦[267]。
- 1943年（昭和18年） - 4月18日 山本五十六長官が戦死（海軍甲事件）。23日、山本長官の遺骨と宇垣参謀長が戻る。
- 1943年（昭和18年） - 4月26日 古賀峯一大将、連合艦隊長官として武蔵に赴任[268]。
- 1943年（昭和18年） - 5月17日
  - 第三戦隊(戦艦金剛、榛名)、第二航空戦隊(空母飛鷹)、第八戦隊(巡洋艦利根、筑摩)、第六一駆逐隊、第二七駆逐隊、第二四駆逐隊とともに山本長官の遺骨を乗せてトラック島から横須賀へ帰還[265]。これが武蔵の初任務となった。アッツ島に米第7師団が上陸したことに対し、アリューシャン方面で活動する米艦隊に決戦を挑む意図があったとも言われる[269]。
- 1943年（昭和18年） - 5月22日 木更津沖に投錨[265]。翌日、山本長官告別式[270]。
- 1943年（昭和18年） - 6月24日
  - 昭和天皇行幸[265]。御召艦となり、天皇の他に高松宮宣仁親王、木戸幸一内大臣以下32名が随行し[271]、約3時間滞在[272]。以下の電文が連合艦隊各艦に伝達『24日2210　ＧＦ/ＧＦ機密第241656番電　一．本日畏クモ聯合艦隊ニ行幸アラセラレ御召艦武蔵ニ於テ本職ヨリ軍状ヲ聞召サレタル後別電ノ御言葉ヲ賜リ　本職左ノ通奉答セリ　「本日畏クモ聯合艦隊ニ行幸ヲ辱ウシ優渥ナル御言葉ヲ賜リ臣峯一恐懼感激ノ至リニ御座ヰマス。聯合艦隊ノ将兵一同ノ将兵一同倍倍奮励努力敵撃滅ニ邁進致シ以テ聖旨ニ應ヘ奉ル覚悟デ御座ヰマス」　二．連合艦隊行幸ノ件　公表セラルル迄聯合艦隊以外発表ヲ禁止ス』[273]。
- 1943年（昭和18年） - 7月31日
  - 長崎沖から第五戦隊（妙高、羽黒）、軽空母雲鷹、軽巡洋艦長良、駆逐艦曙と共にトラック島へ向かう[265]。
  - 米潜水艦スティールヘッド (USS Steelhead, SS-280)が武蔵を雷撃するも失敗する[274]。
- 1943年（昭和18年） - 8月5日 トラック泊地到着[265]。前線に出撃しないため『武蔵御殿』と揶揄された[275]。
- 1943年（昭和18年） - 10月17日
  - マーシャル方面に米機動部隊出現の報告を受けて、迎撃に出動する[276][265]。だが9日間待機しても米機動部隊は出現せず、トラックに帰投。「連合艦隊の大散歩」と揶揄された[277]。この頃、不燃対策として家具を撤去する[278]。また甲板を黒に近いネズミ色に塗装し、甲板掃除を行わなくなったという複数の証言がある[279]。甲板士官も、1944年1月の時点で甲板が黒く、ほとんど掃除しなかったと述べている[280]。
- 1944年（昭和19年） - 2月10日 軽巡洋艦大淀、駆逐艦白露以下4隻と共にトラック泊地を出港[265]。15日、横須賀に帰還[281][265]。
- 1944年（昭和19年） - 2月24日 陸軍部隊輸送に参加[265]。29日パラオに到着[265]。
- 1944年（昭和19年） - 3月29日
  - 第17駆逐隊（磯風、谷風）に護衛されパラオ空襲から事前退避する途中、米潜水艦タニー(USS Tunny, SS/SSG/APSS/LPSS-282)が武蔵を雷撃。17時45分、魚雷1本が並走するように武蔵の左舷艦首部に命中[282][265]。艦後部にいた者は魚雷命中に気付かず、武蔵は24ノットに増速して退避した[283]。浸水2630t、戦死者7名、負傷者11人の被害を出して4月3日に呉に到着[265]。直径7-8mの破孔が開いたが損傷は限定的であり、修理は順調に進んだ[284]。
- 1944年（昭和19年） - 3月31日 海軍乙事件。古賀峯一連合艦隊司令長官殉職、福留繁連合艦隊参謀長捕虜。
- 1944年（昭和19年） - 4月22日 呉で対空戦闘の為の改装工事が完了。12.7cm高射砲6基の配備が間に合わず、25mm三連機銃18基増設[285]。
- 1944年（昭和19年） - 5月4日 巡洋艦大淀に連合艦隊旗艦を譲る。
- 1944年（昭和19年） - 5月11日 第二航空戦隊、第三航空戦隊、第十戦隊第四駆逐隊、第二駆逐隊と共に日本を離れる[286][265]。
- 1944年（昭和19年） - 5月16日 タウイタウイ泊地に到着する[287]。
- 1944年（昭和19年） - 6月10日 ビアク島に上陸した米軍を迎撃する第三次渾作戦に参加、大和と共に出撃する[288]。
- 1944年（昭和19年） - 6月12日 ソロン沖バチャン泊地に集結する[289]。
- 1944年（昭和19年） - 6月15日 マリアナ沖海戦参加[265]。
- 1944年（昭和19年） - 6月24日 日本に戻り、桂島錨地に停泊[290][265]。
- 1944年（昭和19年） - 7月8日 陸軍兵と資材を艦体が2m沈下するほど搭載し、南方へ向かう[291][265]。16日、リンガ泊地に到着[265]。
- 1944年（昭和19年） - 10月18日 リンガ泊地を出港し、20日ブルネイに入港[292]。
- 1944年（昭和19年） - 10月22日 レイテ沖海戦参加すべく、ブルネイを出撃[293]。
- 1944年（昭和19年） - 10月23日 パラワン水道にて摩耶の乗組員769名を救助。
- 1944年（昭和19年） - 10月24日 アメリカ軍機の集中攻撃を受け、シブヤン海にて沈没。
- 2015年（平成27年） - 3月3日 マイクロソフト共同創業者であるポール・アレンが、3月2日[294]に武蔵をシブヤン海の水深1000mの海底で発見したと発表した[295][296]。武蔵の艦体は沈没から約70年にわたって確認されていなかった[297]が、大和ミュージアム館長にして海軍史研究家でもある戸髙一成は「ほぼ間違いなく武蔵」と指摘している[298]。

## 歴代艦長
艤装員長
有馬馨 大佐：1941年（昭和16年）9月15日～
艦長
1. 有馬馨 大佐：1942年（昭和17年）8月5日～1943年（昭和18年）6月9日
2. 古村啓蔵 大佐：1943年（昭和18年）6月9日～1943年12月5日
3. 朝倉豊次 大佐：1943年（昭和18年）12月6日～1944年8月11日
4. 猪口敏平 少将：1944年（昭和19年）8月12日～1944年10月24日

## 同型艦
- 大和 [II]
- 110号艦（→航空母艦信濃）
- 111号艦（未成）

## その他
- 2010年（平成22年） - 士官室に備え付けられていた姿見用鏡が、元武蔵乗組員から横須賀市の居酒屋「横須賀風居酒屋　空母信濃」に寄贈される[238]。
- 2019年（令和元年） - 大和の乗組員の遺品から発見された、訓練中の武蔵の写真が公開された[299]。戸髙一成は、トラック諸島に到着直前の昭和18年1月22日頃、陸上基地の一式陸上攻撃機が武蔵に対して雷撃訓練をした際に撮影されたと推定した。この写真から、当時の武蔵は換気口から舷窓、上甲板の幹部の部屋の窓まですべて塞がれていたことが判明し、さらなる調査が待たれる。

## 記録
- 武蔵は以下の3つのギネス世界記録に認定されている。
  - 世界最大の戦艦（総トン数）
  - 最大の艦砲を搭載した軍艦
  - 世界一被弾火薬量の多い軍艦
- 総員退艦命令が出されてから完全に沈むまでの時間が軍艦史上最長である。[要出典]

## 武蔵を題材とした作品

### テレビドラマ
『戦艦武蔵』は2016年8月6日19:30 - 20:59にNHK BSプレミアムザ・プレミアム枠で放送されたテレビドラマ。劇中の武蔵の戦闘シーンなどはロトスコープでアニメ化された。
なお、2016年9月3日 21:00 - 22:13にNHK総合において「NHKスペシャル」で73分の短縮版が放送された。

#### あらすじ
フィリピンのシブヤン海で71年ぶりに発見された巨大戦艦は今、何を語りかけるのか。戦艦武蔵をめぐって出会った遺族と元乗組員の魂の物語である。

#### キャスト

##### 現代パート
- 石原さとみ （真中麻有（28））[301]
- 勝地涼     （篠原徹　（29））
- 渡辺美佐子 （真中ふみ（89））
- 篠田三郎   （真中賢治・麻有の父）
- 市毛良枝   （真中よしえ・麻有の母）
- 石丸謙二郎 （木山三男の甥・井上兼造（61））
- 山本學    （元・武蔵乗組員　前島　清（92））
- 津川雅彦   （元・武蔵乗組員　木山三男（89））

##### 戦時パート
- 吉沢悠     （真中俊之（26））
- 泉澤祐希   （青年時代の木山三男（18））
- 広田亮平   （野村惣一（17））
- 深澤嵐     （少年兵）

#### スタッフ
- 作・演出 - 岡崎栄
- 音楽 - 笠松泰洋
- 取材協力 - 軍艦武藏会
- 映像提供 - Paul G.Allen
- 海軍考証協力 - 戸髙一成
- 軍事監修 - 堤明夫
- イラスト画 - 古屋郁、山田ひかる
- 挿入歌 - One Direction「LONG WAY DOWN」
- 撮影協力 - 高知県四万十市、高知県宿毛市、高知県土佐清水市、愛媛県愛南町、栃木県佐野市
- 制作総括 - 小松昌代、中村雅人、千葉聡史
- プロデューサー - 城谷厚司
- 制作 - NHKエンタープライズ

### ドキュメンタリー
- BS1スペシャル「戦艦武蔵の最期〜映像解析・知られざる“真実”〜」（2020年2月4日、NHK BS1）[302]

## 関連項目

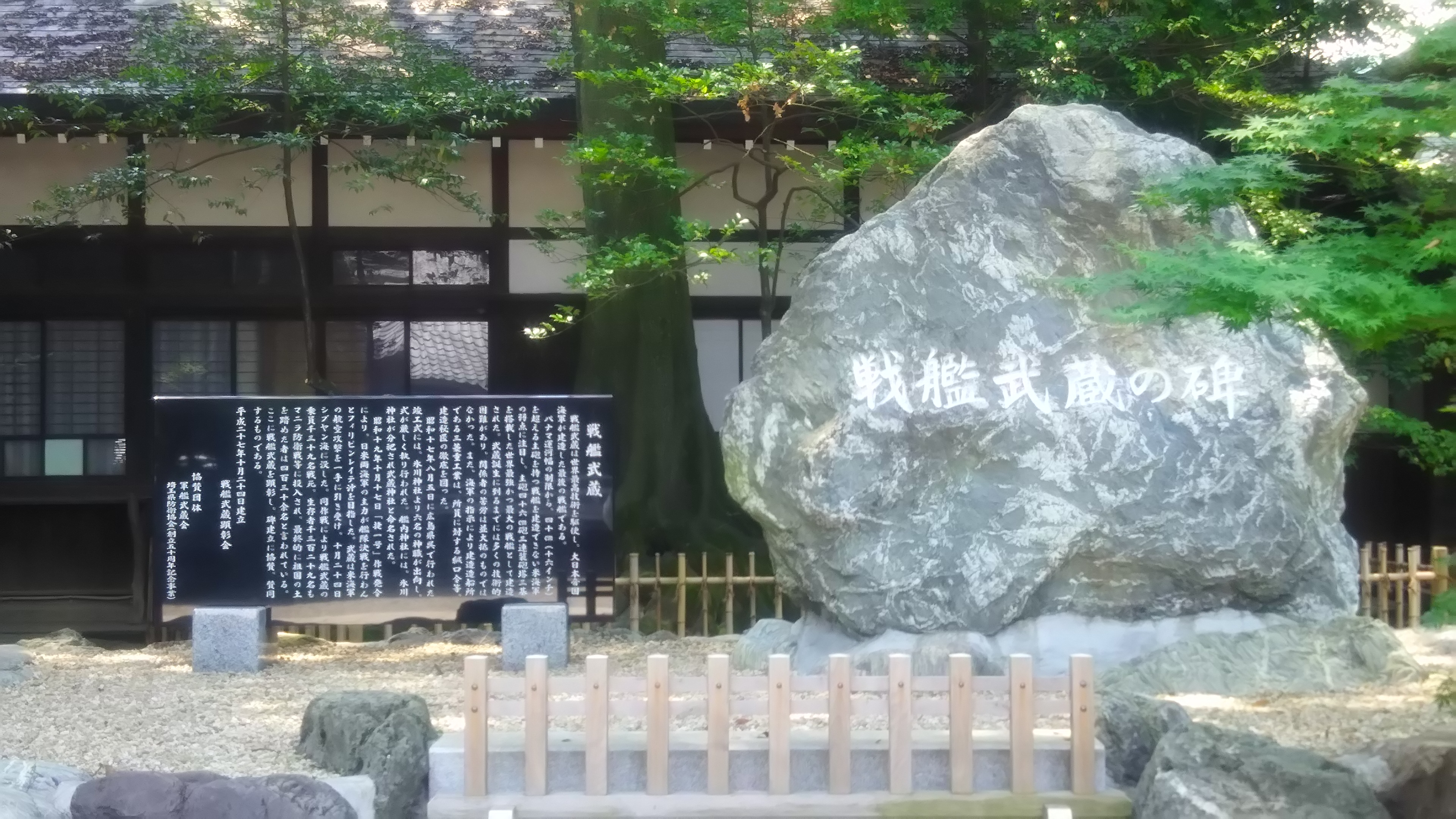
大宮氷川神社2017年7月8日撮影